# João Pessoa
João Pessoa é um município brasileiro, capital do estado da Paraíba. Com população de mais de 830 mil habitantes no censo de 2022, a capital paraibana é o município mais populoso de seu estado, o sétimo da Região Nordeste e o 20° do Brasil. A Região Metropolitana de João Pessoa, formada pela capital e mais onze municípios, tinha uma população de aproximadamente 1,4 milhão de pessoas.
Fundada em 1585 com o nome de Cidade Real de Nossa Senhora das Neves, logo passou a se chamar de Filipeia de Nossa Senhora das Neves em 1588 em homenagem ao rei Filipe II que, na época, acumulava as coroas da Espanha e de Portugal. Posteriormente chamada Frederikstad, foi uma das duas principais cidades da Nova Holanda, junto com Mauritsstadt (a atual Recife), na segunda metade do século XVII. Possui antigo e vasto patrimônio histórico, similar ao de Olinda. Somente em 1930 tomou sua denominação atual.
Uma das capitais de melhor qualidade de vida do Nordeste, é conhecida como "Porta do Sol", devido ao fato de, no município, estar localizada a Ponta do Seixas, que é o ponto mais oriental da América, o que faz a cidade ser conhecida como o lugar "onde o sol nasce primeiro no continente americano". Atualmente, é a 55.ª cidade mais rica do país em PIB nominal e a 9.ª mais rica do Nordeste, com um PIB de cerca de 22 bilhões de reais. Conta com Jardim Botânico Benjamim Maranhão, localizado na área central da cidade com 515 hectares de mata atlântica preservada, constituindo a maior floresta semiequatorial nativa plana densamente cercada por área urbana do mundo.
A cidade teve o seu centro histórico tombado pelo Instituto do Patrimônio Histórico e Artístico Nacional (IPHAN) em 2007, e inscrito nos seguintes Livros do Tombo: Histórico e Arqueológico, Etnográfico e Paisagístico. Seu tombamento foi em circunstância de ser uma das primeiras cidades fundadas no Brasil. Recebeu em 2017 o título de cidade criativa pela Unesco, colocando João Pessoa como "Cidade Brasileira do Artesanato". O reconhecimento de João Pessoa a coloca na rota turística brasileira por sua arte popular. Esse reconhecimento teve grande contribuição e influência, devido ao projeto sereias da Penha; onde mulheres artesãs realizam o trabalho manual, dialogando com o design, moda, economia criativa, destacando a arte com escamas de peixe em fios de cobre.

## Topônimo

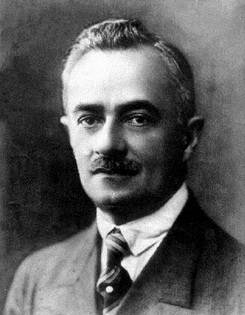
Retrato de João Pessoa Cavalcanti de Albuquerque (1878-1930), político que dá nome à cidade

Sua denominação atual, "João Pessoa", é uma homenagem ao político paraibano João Pessoa Cavalcanti de Albuquerque, assassinado em 1930 na cidade do Recife, quando era presidente do estado e concorria, como candidato a vice-presidente da República, na chapa de Getúlio Vargas. O fato causou grande comoção popular, sendo o estopim da Revolução de 1930, embora se discuta se realmente houve motivação política no ato, que foi executado por João Duarte Dantas, advogado cujo escritório fora invadido por tropas governamentais, tendo sido suas cartas à professora Anayde Beiriz trazidas a público.
A Assembleia Legislativa da Paraíba aprovou a mudança do nome da capital em 4 de setembro de 1930. Há algum tempo, cidadãos pessoenses discutem a possibilidade de rever a homenagem e substituir o nome de João Pessoa por outro, entre os quais figuram "Paraíba", "Filipeia" e "Cabo Branco", sendo que alguns movimentos até manifestam apoio à ideia de um plebiscito para tal nomenclatura ou uma consulta popular, como faz atualmente o "Coletivo Cultural Anayde Beiriz", projeto em andamento do Movimento Paraíba Capital Parahyba.
Entre outros argumentos, alega-se  que a mudança de nome (assim como a alteração da bandeira estadual em 1930), foi realizada em um momento de comoção e de instabilidade social, quando vários adversários políticos do grupo de João Pessoa foram presos e mortos.[carece de fontes?] Acrescenta-se ainda que não há consenso sobre as virtudes de Pessoa e de gestor público as quais confeririam o mérito ao ex-presidente da Paraíba (na época, denominação para o cargo de governador) para tal homenagem. De outra parte, os defensores da manutenção do nome argumentam que João Pessoa foi político exemplar e que combateu o coronelismo e as oligarquias.

## História

### Antecedentes, fundação e primeiros anos
Em 1534, o rei português D. João III divide a colônia em capitanias hereditárias, sendo a Paraíba subordinada à Capitania de Itamaracá, desde o rio Guaju até o rio Goiana. A Capitania da Paraíba foi criada somente em 1574, após o ataque de Tracunhaém, um engenho da capitania de Itamaracá. A nova capitania, porém, só seria ocupada onze depois após cinco expedições que tinham o objetivo de conquistá-la, sendo as quatro primeiras terminadas em fracasso.
A fim de repelir os invasores, em 1 de maio de 1584, em terras do atual distrito de Forte Velho, em Santa Rita, foi erguido o Forte de São Filipe na margem esquerda do Rio Paraíba, habitado pelos índios potiguaras. O forte, porém, sofreu ataques constantes de corsários franceses e dos potiguaras e foi abandonado menos de um ano depois, sendo incendiado em junho de 1585. Antes, em fevereiro daquele ano, chegaram à Paraíba os tabajaras, chefiados por Piragibe, instalando-se na margem esquerda do rio. Inicialmente aliados, os tabajaras logo se tornaram rivais dos potiguaras e entraram em conflito com estes e também com os colonizadores portugueses.
Um acordo de paz entre os portugueses e os tabajaras, representados por Piragibe, foi selado em 5 de agosto de 1585, concretizando assim a conquista da Paraíba. Tal acordo possibilitou o início do povoamento da região a partir de 31 de outubro de 1585, em uma área na foz do rio Sanhauá, que foi batizada de Porto do Capim, na parte baixa do atual bairro do Varadouro. Já em 4 de novembro, começa a ser edificado o "forte da cidade". Este dia é considerado por alguns historiadores como a data real de fundação de João Pessoa, inicialmente "Cidade Real de Nossa Senhora das Neves", ao invés de 5 de agosto. Tal forte, que muitas vezes é confundido com o forte do Varadouro (construído somente nos anos 1630), durou poucos anos e, no final dos anos 1600, já se encontrava em ruínas.
Entre 1585 e 1586, no alto de uma colina, começa a ser construída uma capela dedicada a Nossa Senhora das Neves, que rapidamente se tornou matriz de uma freguesia, cujo primeiro vigário foi o Padre João Vas Sallem, nomeado em 30 de outubro de 1586. A fim de possibilitar a conexão entre essa colina (Cidade Alta) e a foz do Sanhauá (Cidade Baixa), foi aberta uma via, apontada por alguns historiadores como a Ladeira de São Francisco e por outros como Ladeira da Borborema. Em 1588 a cidade passou a se chamar Filipeia de Nossa Senhora das Neves em referência ao Filipe II que, na época, acumulava os tronos de Portugal e Espanha, a chamada União Ibérica (1580-1640). Em 1599, é firmado um acordo de paz com os potiguaras e a Filipeia de Nossa Senhora das Neves passa a se chamar Parahyba.
Os primeiros anos após a fundação da cidade também foram marcados pela chegada de ordens religiosas, sendo elas os franciscanos, carmelitas e membros da Ordem de São Bento, chamados de beneditinos. Em 1589 chega à cidade o Frei Melchior de Santa Catarina, custódio dos franciscanos, com o intuito de instalar uma missão. O governo da capitania ofereceu um terreno para a construção de um convento, que fora aprovado pelo frei. O projeto foi elaborado pelo Frei Francisco dos Santos e sua construção teve início em 1590, sendo, porém, paralisada em data incerta, entre 1592 e 1596. A obra foi retomada somente em 1602 e finalizada em 1608.
Acredita-se que ainda em 1591 chegaram os carmelitas, que somente a partir de 1600 começaram a erguer o seu convento. Em 1595, o Frei Damião da Fonseca, representantes dos beneditinos, chegou à Filipeia e solicitou ao governador da capitania, Feliciano Coelho de Carvalho, um terreno para a construção de um mosteiro, que também teve início por volta de 1600. As terras para a construção desse mosteiro, a poucos metros da Igreja Matriz, pertenciam ao vigário Sallem.

### Da ocupação holandesa ao século XVIII
A primeira tentativa holandesa de conquistar a Capitania da Paraíba ocorreu em dezembro de 1631, entre os dias 5 e 10, terminando em fracasso. A fim de evitar novas invasões e garantir a segurança da capitania, foram erguidos dois fortes, Santo Antônio e Restinga. Uma nova tentativa ocorreria somente em fevereiro de 1634, novamente sem êxito. Somente na terceira tentativa, em 24 de dezembro de 1634, os holandeses conseguiram entrar sem qualquer resistência, levando a população local a migrar para áreas rurais e abandonar a cidade, que passa a se chamar Frederica, Frederikstad no idioma holandês, uma referência a Frederico Henrique, príncipe de Orange.

A Nova Holanda em sua extensão máxima

Na época, a cidade possuía aproximadamente 1 500 habitantes e um total de dezenove engenhos de açúcar, boa parte deles confiscados pelos invasores. Os franciscanos foram expulsos do seu convento, que foi transformado em fortificação (1636). Somente em 1637 os portugueses reconhecem o domínio holandês na chamada Nova Holanda, em uma faixa compreendida entre o Rio São Francisco e o atual Ceará.
Elias Herckmans, que administrou a capitania entre 1636 e 1639, descreveu a cidade como:
Ella está circumdada pelo bosque, e não pôde ser vista por quem se approxima, senão quando se está nella, excepto si se sobe ou desce o rio, porque em se chegando á bocca ou entrada da Bahia chamada Varadouro, se pode avistar perfeitamente o convento de S. Francisco e alguns edifficios do lado septentrional.
Em 1645, eclode em Pernambuco a Insurreição Pernambucana, um movimento contrário ao domínio holandês no Brasil. Dentre os líderes está André Vidal de Negreiros, nascido na capitania, no engenho de São João, tendo participado de todas as fases do movimento, incluindo as duas batalhas dos Guararapes, em 1648 e 1649. A Primeira Guerra Anglo-Holandesa (1652-1655), entre Holanda e Inglaterra, enfraqueceu o domínio holandês no Nordeste, levando os invasores a assinarem a rendição em 26 de janeiro de 1654, deixando a capitania em ruínas. Porém, somente em 1661, a Holanda reconheceu definitivamente a soberania portuguesa sobre o território do atual Nordeste brasileiro, por meio do Tratado de Haia. Com o fim da ocupação, Frederica passa a se chamar "Parahyba do Norte". Em 1671, a Matriz de Nossa Senhora das Neves teve a maior parte de sua estrutura demolida, com exceção da nave. A reconstrução do templo, paralisada várias vezes, durou mais de um século, sendo concluída somente no final do século XVIII.
Em agosto de 1704, o capitão-mor da Paraíba, Fernando de Barros e Vasconcelos, ordenou por carta régia a construção da Casa de Pólvora, na ladeira de São Francisco, que se estenderia até 1710. Em 24 de setembro de 1729, foi lançada a pedra fundamental da Igreja de Nossa Senhora das Mercês, que foi sagrada em 21 de setembro de 1741. Em 1763, o português Sílvio Siqueira, durante sua passagem pelo litoral da Paraíba, enfrentou uma grande tempestade no mar e, reunindo toda a tripulação de sua embarcação, intercedeu à Nossa Senhora da Penha, de quem era devoto, para que a situação se acalmasse. Poucos minutos depois, a tempestade enfraqueceu e a tripulação desembarcou onde hoje é a Praia da Penha, onde foi erguido um santuário dedicado à santa. Na mesma década, por volta de 1767, surgiu a Igreja de Nossa Senhora Mãe dos Homens.
Ainda no século XVIII, a cidade entrou em decadência, levando à extinção da capitania em 1756, quando foi anexada à capitania de Pernambuco. A Paraíba só voltaria a existir como unidade política separada em janeiro de 1799, quando sua autonomia foi recuperada.

### Século XIX

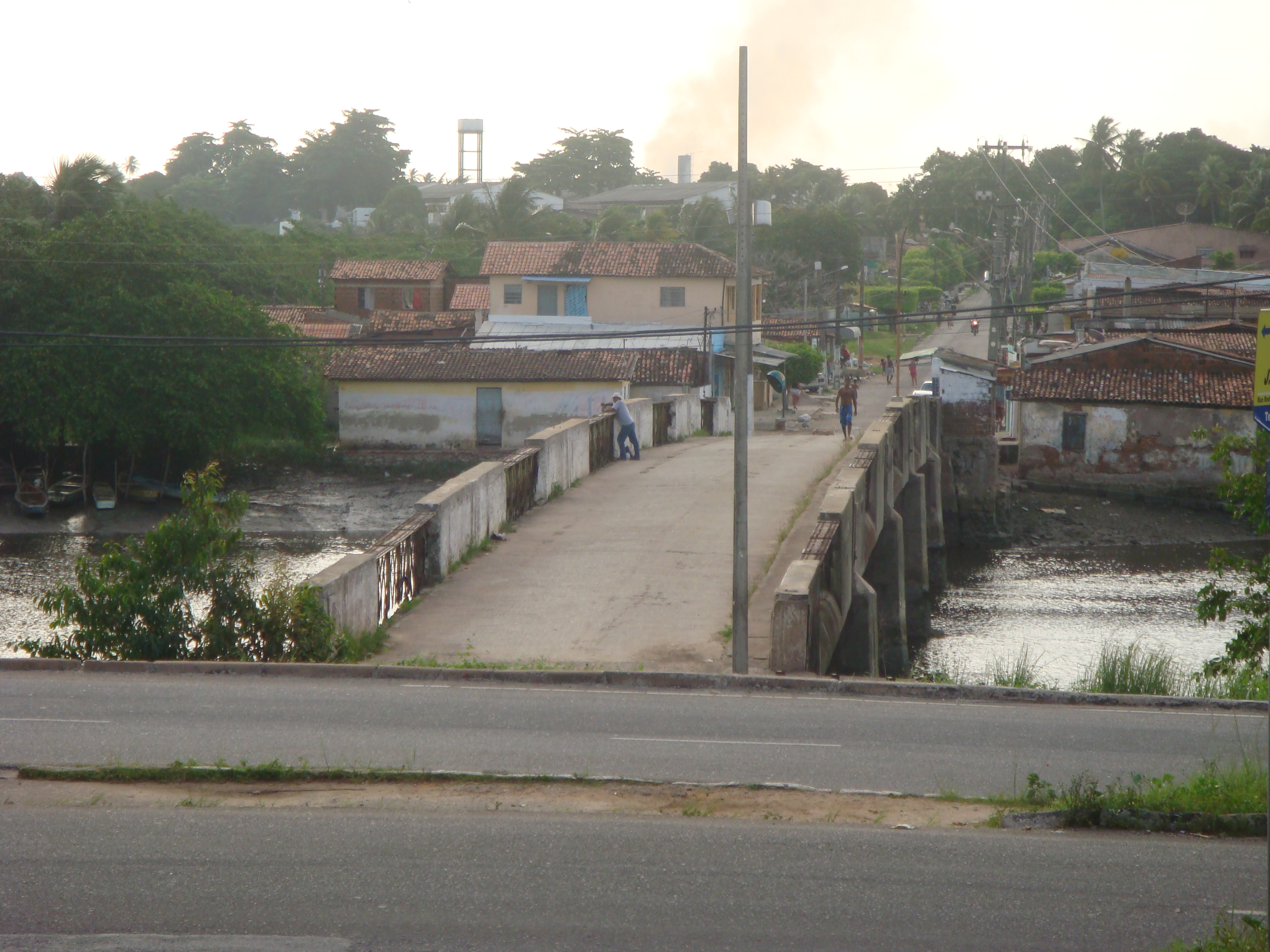
Ponte do Baralho sobre o rio Sanhauá, a primeira ligação entre a Cidade da Parahyba e a Vila Barreiras, atuais bairros de Baralho e São Bento, em Bayeux

No dia 7 de setembro de 1822, o Brasil se tornava politicamente independente de Portugal e a Paraíba se tornaria uma província do Império do Brasil, tendo a Cidade da Parahyba como sua capital que, na época, possuía uma população de cerca de três mil habitantes. Naquele ano chegou à cidade o primeiro o serviço iluminação pública, constituído por vinte lampiões alimentados a azeite de mamona. Em 1828, a capital já possuía 5 816 moradores e um total de 2 119 domicílios, a maior parte de palha ou taipa. Já no ano seguinte, a iluminação pública é reforçada e a Cidade da Parahyba passa a ter cinquenta lampiões. Em 24 de março de 1836, no primeiro andar da Assembleia Provincial, é fundado o Lyceu Paraibano, que teve seu primeiro estatuto aprovado em 19 de abril de 1837.
Por volta de 1840, é construída sobre o rio Sanhauá a Ponte Sanhauá ou Ponte do Baralho, o primeiro acesso entre a Cidade da Parahyba e a Vila Barreiras, atuais bairros de Baralho e São Bento, que deram origem à cidade de Bayeux, na época uma localidade de Santa Rita. Em 1847, por decreto imperial, é criada a Capitania dos Portos, que se tornou responsável pela administração do Porto do Capim e, em 24 de janeiro de 1855, a Cidade da Parahyba ganha seu primeiro cemitério. Em 1856, o sistema de iluminação pública da cidade, dada sua baixa eficiência, deixa de existir, exceto nas festividades e em estabelecimentos públicos comerciais. Somente em 1885, o sistema é retomado, desta vez utilizando-se lampiões alimentados a querosene.
Em 4 de novembro de 1858 é sancionada a lei provincial n° 13, que criou o Colégio Nossa Senhora das Neves, inaugurado em 5 de fevereiro de 1859. A referida escola, porém, foi fechada menos de dois anos depois, permanecendo assim até março de 1895. Em 1872, quando foi realizado o primeiro censo nacional no Brasil, a população da cidade foi aferida em 24 714 habitantes, sendo a quarta localidade mais populosa da Província da Paraíba, depois de Sousa (29 726); Independencia, atual Guarabira (28 191), e Areia (25 549).

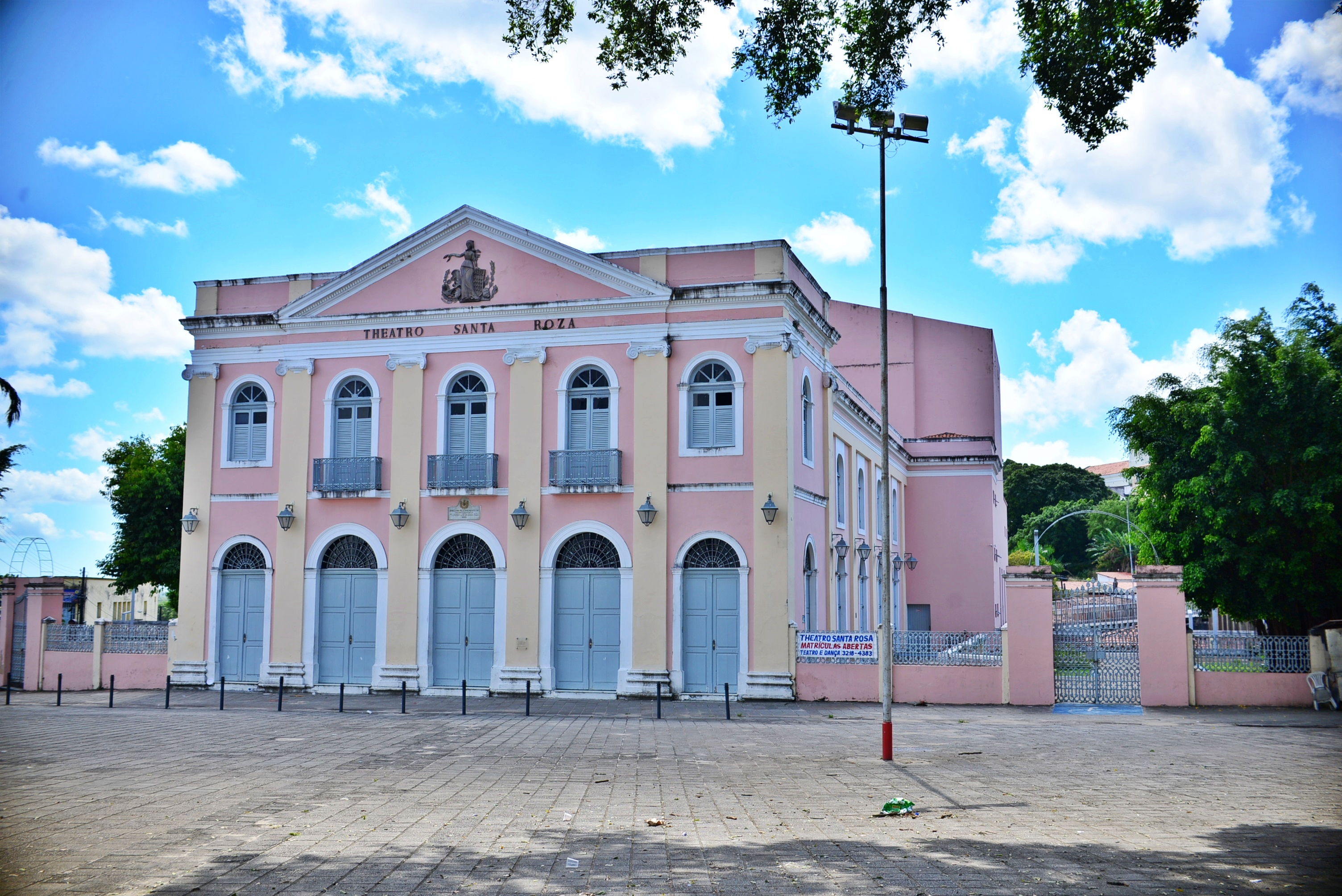
Teatro Santa Rosa, o mais importante da Paraíba e o segundo mais antigo do estado

Em 3 de novembro de 1889 a cidade ganha o Teatro Santa Rosa, batizado com o sobrenome do presidente da Província da Paraíba, Francisco da Gama Rosa. Doze dias depois seria proclamada a República e a Paraíba passaria de província para estado, permanecendo a cidade como sua capital. Assume a presidência do estado Venâncio Neiva, que logo muda o nome do espaço para "Teatro do Estado".
No dia 27 de abril de 1892, a Igreja Matriz de Nossa Senhora das Neves se torna catedral com criação da Diocese da Paraíba, por meio da bula Ad Universas Orbis Ecclesias, do Papa Leão XIII. A nova circunscrição eclesiástica, desmembrada da Diocese de Olinda (Pernambuco), compreendia toda a área territorial dos estados do Rio Grande do Norte e da Paraíba e fora solenemente instalada em 4 de março de 1894, com a posse do seu primeiro bispo, Dom Adauto Aurélio de Miranda Henriques, que nesta data instituiu o Seminário Diocesano da Paraíba Imaculada Conceição e do Colégio Diocesano (atual Colégio Marista Pio X), tendo sido responsável ainda pela reabertura do Colégio Nossa Senhora das Neves em 14 de março do ano seguinte, após mais de três décadas fechado.
A partir de 2 de março de 1895, por meio de uma lei estadual, a cidade deixaria de ser administrada por um conselho municipal e passaria a ser administrada por um prefeito, a ser nomeado pelo governador do estado. O primeiro a ocupar o cargo foi o ex-deputado provincial Jovino Limeira Dinoá, que administrou o município até outubro de 1900. Em 1896, chegam à cidade os primeiros bondes de tração animal, operados pela empresa Ferro Carril Parahyba.

### Primeiras décadas do século XX

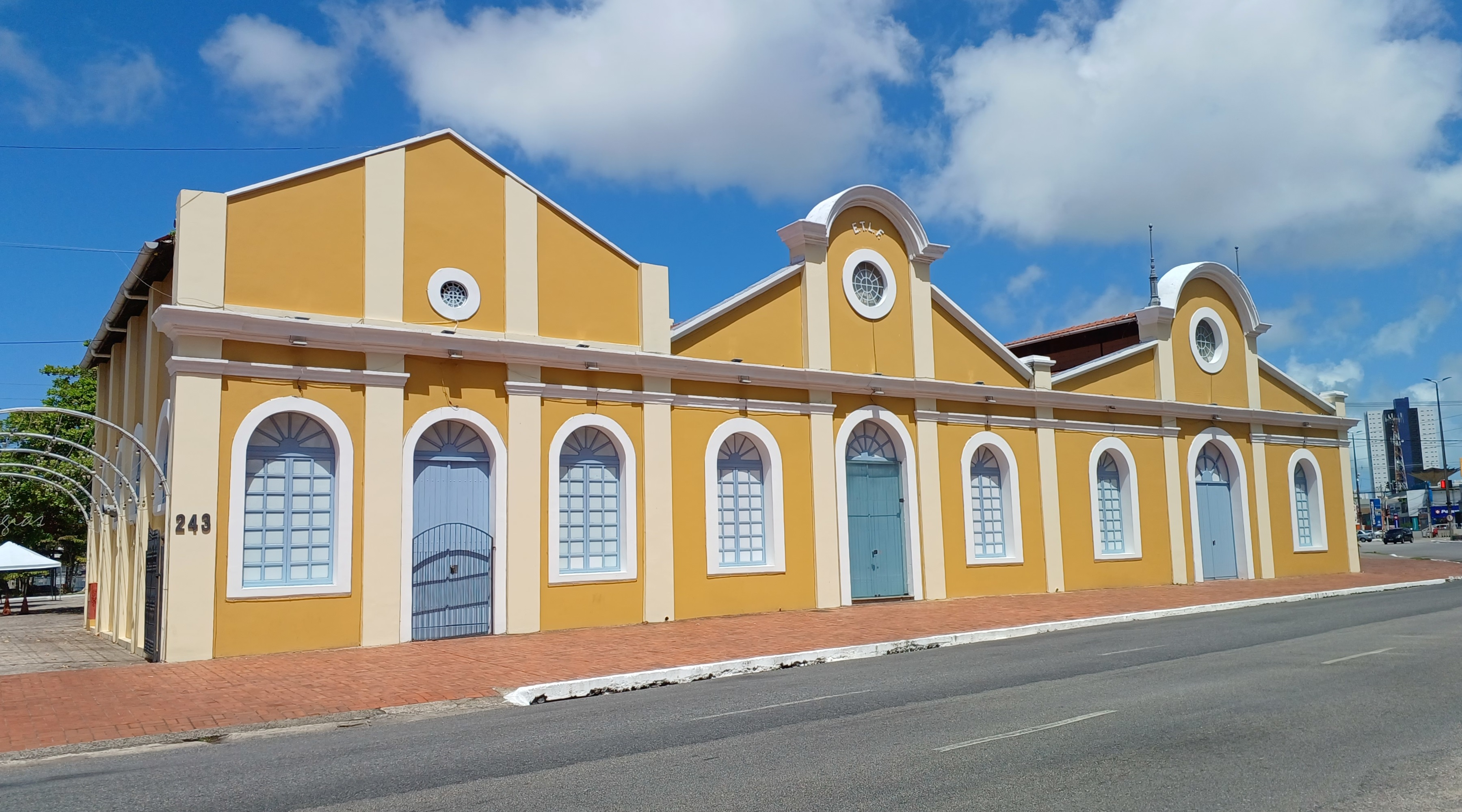
Antiga sede da Usina Cruz do Peixe, primeira fornecedora de eletricidade da cidade, onde hoje funciona a Usina Cultural Energisa, inaugurada em 2003

No censo de 1900, a população do município chegava a 28 793 habitantes, um crescimento de mais de 50% em relação ao censo anterior, de 1890, quando possuía 18 645 pessoas. Ainda assim, o município mais populoso do estado era Guarabira, que já possuía 40 052 habitantes, seguido por Campina Grande (38 303). Àquela época, a zona urbana se restringia à área compreendida entre o rio Sanhauá e lagoa dos Irerês. Em 1906, durante a gestão do presidente do estado (denominação dos atuais governadores) Valfredo Leal, surge a primeira conexão entre o centro da cidade e o litoral, com o início da construção da ferrovia de Tambaú, concluída somente em 1911 no governo do seu sucessor, João Lopes Machado.
Em março de 1912, entra em operação a Usina Cruz do Peixe, operada pela Empresa de Tração, Força e Luz, que passou a fornecer eletricidade para a cidade, substituindo a iluminação a gás acetileno e a querosene. Já no mês seguinte começou a funcionar o sistema de abastecimento de água, implantado a partir da perfuração de poços amazonas na Mata do Buraquinho e projetado a partir de 1907, quando o governo paraibano adquiriu a área por cinco mil cruzeiros. Ambos, porém, não eram universais, sendo acessíveis apenas às classes mais privilegiadas. Em 1913, a convite do presidente da Paraíba, João Pereira de Castro Pinto, o engenheiro sanitarista Saturnino de Brito elaborou um projeto que visava instituir um sistema de esgotamento sanitário local, executado somente a partir de 1922.
No dia 6 de fevereiro de 1914, por meio da bula papal Maius Catholicae Religionis Incrementum, o Papa Pio X eleva a Diocese da Paraíba à dignidade de arquidiocese e Dom Adauto, que estava à frente do bispado desde 1894, tornou-se o primeiro arcebispo, permanecendo à frente até 1935, ano em que morreu. Ainda em fevereiro de 1914, no dia 17, chegam os bondes elétricos, que substituíram os bondes de tração animal. Nos anos de 1915 e 1916, a cidade ganha seus primeiros hotéis, sendo eles o Hotel Globo (1915) e o Hotel Luso-Brasileiro (1916). Por volta de 1918, na administração de Camilo de Holanda, presidente da Paraíba de 1916 a 1920, foi iniciada a abertura de uma via que possibilitasse um acesso direto entre o centro e a praia de Tambaú, na época apenas uma pequena colônia de pescadores. Contudo, a obra dessa via, que se tornaria a atual Avenida Presidente Epitácio Pessoa, não chegou a ser concluída.
Em 1920, quando a capital paraibana chegava a 52 990 habitantes, assume a intendência municipal Walfredo Guedes Pereira. Dentre suas principais realizações, estão a construção da Praça da Independência, inaugurada em 7 de setembro de 1922 em comemoração ao primeiro centenário da Independência do Brasil; a criação do Parque Arruda Câmara, inaugurado na véspera de Natal daquele mesmo ano e a drenagem e saneamento do entorno da Lagoa dos Irerês. Esta, por meio de um decreto-lei municipal de 27 de setembro de 1924, passou a se chamar Parque Sólon de Lucena, em referência a Sólon Barbosa de Lucena, na época presidente da Paraíba. Sua gestão também fora marcada pela demolição de duas igrejas seculares, Mãe dos Homens e Rosário dos Pretos, ambas em 1923, a primeira para permitir o prolongamento da Rua Monsenhor Walfredo Leal (hoje avenida), como também a construção da atual Praça Antônio Pessoa, enquanto a última daria lugar à Praça Vidal de Negreiros, que ficou conhecida como Ponto de Cem Réis, em referência ao valor da passagem cobrada pelos bondes que passavam por ali.
Em 1926, entra em funcionamento o sistema de esgotamento sanitário da capital e o Parque Sólon de Lucena ganha suas palmeiras-imperiais. Em agosto de 1929, o Hotel Globo, que funcionava onde hoje é a Rua João Suassuna, muda-se para o Largo de São Frei Pedro Gonçalves, na residência do seu proprietário, Henriques Siqueira, conhecido por "Seu Marinheiro".

### Da mudança de nome aos anos 1950
Em 26 de julho de 1930, o presidente da Paraíba e ex-candidato a vice-presidente da República na chapa de Getúlio Vargas, João Pessoa Cavalcanti de Albuquerque, foi assassinado na Confeitaria Glória na Rua Nova, em Recife, por João Duarte Dantas, seu adversário e desafeto político. O episódio gerou grande repercussão nacional e se tornou um dos estopins da Revolução de 1930, no qual a Paraíba liderou com Minas Gerais e Rio Grande do Sul. Seu corpo foi embalsamado ainda em Recife e transportado por via férrea para a capital paraibana, onde chegou ao meio-dia do dia 28 e seguiu para a Catedral de Nossa Senhora das Neves, onde foi velado até o dia 1° de agosto, quando foi transportado ao porto de Cabedelo para ser sepultado no Rio de Janeiro, fato que ocorrera no dia 7 de agosto.
Em 1° de setembro de 1930, durante sessão ordinária da Assembleia Legislativa da Paraíba no Teatro Santa Rosa, foi apresentado um projeto de lei que alterava o nome da capital de Parahyba do Norte para João Pessoa. Tal projeto, votado e aprovado em dois turnos, foi sancionado no dia 4 de setembro seguinte pelo presidente da Paraíba, Álvaro Pereira de Carvalho, tornando-se a lei estadual n° 700. Ainda em homenagem a João Pessoa, a Praça Comendador Felizardo foi logo rebatizada para Praça Presidente João Pessoa e, em seu centro, foi construído o monumento "O Altar da Pátria", inaugurado em 8 de setembro de 1933 com a presença do presidente da República, Getúlio Vargas.
Em 1932, a convite de Antenor Navarro, interventor federal na Paraíba, o arquiteto Nestor de Figueiredo elabora o projeto urbanístico da capital, chamado de Plano de Remodelação e Extensão da Cidade de João Pessoa. Seu sucessor, Gratuliano da Costa Brito (1932-1934), que assumiu com a morte de Antenor, inaugurou o Paraíba Palace Hotel, onde antes funcionava a sede do jornal Correio da Manhã, em frente à Praça Vidal de Negreiros, e retomou a abertura da Avenida Epitácio Pessoa, concluída em 1940, partindo da Praça da Independência até a Praia de Tambaú, apresentando uma extensão de cinco quilômetros.
Entre os meses de janeiro e setembro de 1935, o ex-prefeito Guedes Pereira volta ao comando da capital. Desta vez, foi desapropriado o terreno onde ficava a Igreja Nossa Senhora das Mercês, que fora demolida em 1936 para dar lugar à atual Praça 1817. No ano seguinte, o interventor federal Argemiro de Figueiredo inaugura a atual sede do Lyceu Paraibano, que desde a sua criação funcionava ao lado do Palácio da Redenção, onde hoje está a Faculdade de Direito da Paraíba. Em 1° de novembro de 1939, após três anos em obras, a Arquidiocese da Paraíba e a prefeitura de João Pessoa inauguram a nova Igreja das Mercês, na Rua Padre Meira, a poucos metros de onde se situava a igreja original. Também em 1939 é oficialmente inaugurado o Parque Sólon de Lucena e, no ano seguinte, o paisagista Burle Marx projetou o jardim do espaço.
Em 1940, é fundado o Aeroclube da Paraíba, que entrou em operação no dia 10 de novembro em área do atual bairro de Tambauzinho, onde antes se localizava o Campo da Imbiribeira. A partir de 1941, o governo estadual abre a estrada João Pessoa-Cabedelo, com o intuito de ligar à zona urbana da capital ao Porto de Cabedelo, que já operava desde 1935 na foz do rio Paraíba. No mesmo ano, por meio de uma perícia realizada pelo Ministério da Marinha, a Ponta do Seixas é reconhecida como o ponto mais oriental do território brasileiro, título este que era disputado há anos com Ponta de Pedras, em Pernambuco. O historiador paraibano Coriolano de Medeiros narra, em sua obra Dicionário Corográfico do Estado da Paraíba:

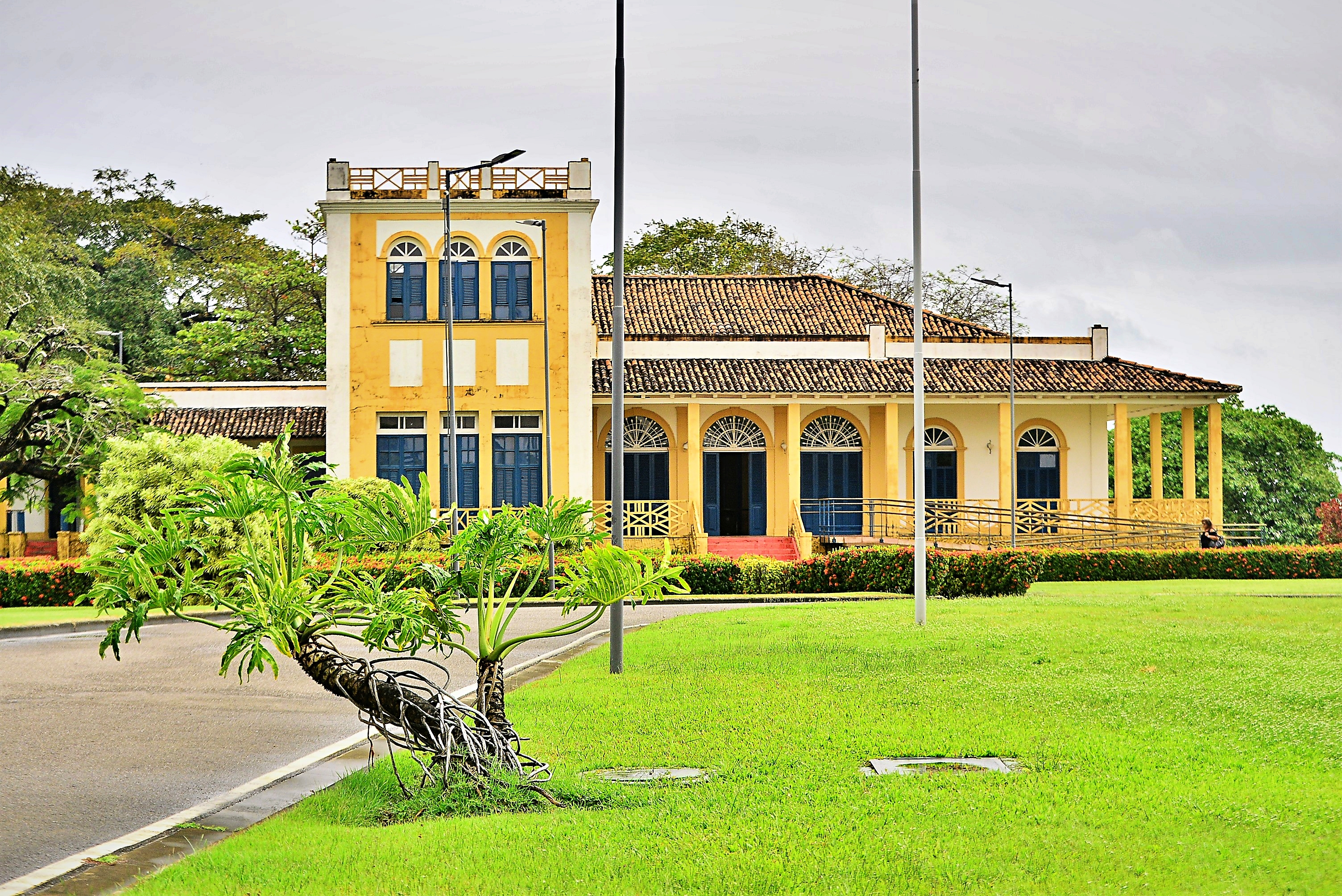
Casarão da antiga Fazenda Ribamar ou Boi-Só, cujas terras chegaram a abranger parte de Cabedelo e dos atuais bairros pessoenses de Bessa, Brisamar, Estados, Ipês, Manaíra e Pedro Gondim. A denominação popular Boi-Só é uma referência ao francês Boisôt, seu primeiro proprietário, da família Boisson. Em 1962, ao lado do casarão, foi construída uma capela e, em 1980, todo o complexo foi tombado pelo estado. Desde 2008, a fazenda se localiza dentro do condomínio Alphaville, no limite entre os bairros dos Ipês e dos Estados.

No dia 5 de setembro [de 1941] foi observada em ponta de Pedras e no dia 12 no Cabo Branco. A sorte sorriu à Paraíba, pois que a ponta do Seixas, no Cabo Branco, é o ponto mais oriental do território nacional, sendo portanto o mais oriental das duas Américas. Aquela ponta paraibana avança gaihardamente cerca de 1683 metros para leste a mais que a ponta de Pedras.
Em 12 de outubro de 1947, ocorreram as primeiras eleições diretas para prefeito da história de João Pessoa, com quatro concorrentes, sendo eleito com 45,56% dos votos válidos o candidato Osvaldo Pessoa Cavalcanti de Albuquerque, do Partido Social Democrático, irmão de João Pessoa e sobrinho de Epitácio Pessoa. Empossado em 14 de março de 1948, permaneceu à frente da prefeitura até 1951, quando renunciou. Antes, em 11 de outubro de 1948, entra em vigor o Código de Posturas do Município.
Na véspera de Natal de 1952, era inaugurada a pavimentação da Avenida Epitácio Pessoa, em forma de paralelepípedo, em uma década em que o crescimento da cidade tornava-se mais evidente, com vários loteamentos surgindo nas proximidades da avenida. Tais loteamentos deram origem aos atuais bairros de Brisamar, Cabo Branco, Estados, Expedicionários, Miramar, Pedro Gondim, Tambauzinho, Torre e Tambaú, consolidando assim a expansão da cidade do centro em direção ao oceano. Boa parte dessas terras pertencia antes à Fazenda Ribamar ou Boi-Só, que teve como primeiro proprietário o francês Boisôt, da família Boisson, no século XIX.
Em 1953, o Aeroclube da Paraíba se muda para área desapropriada pelo governo do estado, no atual bairro do Aeroclube. Ainda naquela mesma década, a praia de Tambaú ganharia seu primeiro calçadão, junto com a abertura da Avenida Almirante Tamandaré. A partir de 1958, começa a ser erguido o Edifício Presidente João Pessoa que, com dezoito andares, tornou-se o primeiro arranha-céu da cidade, entregue no começo dos anos 1960.
Entre as décadas de 1940 e 1950, o município registrou um crescimento populacional de 26,5%, passando de 94 333 habitantes em 1940 para 119 326 em 1950. No estado, só perdia para Campina Grande, no agreste, com 173 206. Em 1960, após a emancipação dos distritos de Cabedelo (1956) e Alhandra (1959), alcançou 153 175 habitantes, ainda atrás de Campina Grande (204 583).

### Décadas de 1960 e 1970
Em 1961, João Pessoa perderia o distrito de Pitimbu, elevado à categoria de município e, em 1963, seria a vez da Vila do Conde, emancipado com a denominação reduzida para Conde. Ainda em 1963, é criado o distrito industrial de João Pessoa e, a partir de 1965, começa a ser construído o câmpus da Universidade Federal da Paraíba (UFPB), estimulando o crescimento na cidade nas direções sul e sudeste. Próximo ao câmpus surgiriam três conjuntos habitacionais, que deram origem ao atual bairro do Castelo Branco, entre 1969 e 1974, Outros dois fatores que impulsionaram o crescimento de João Pessoa na época foram o prolongamento da Avenida Pedro II e a abertura da atual Avenida Cruz das Armas, responsável por ligar o centro ao distrito industrial.
Em 5 de fevereiro de 1966, já durante o regime militar no Brasil, o presidente da República Humberto de Alencar Castelo Branco baixou o Ato Institucional n.º 3, que impôs a eleição indireta para os governadores dos estados e estes passariam a nomear os prefeitos de suas capitais. Sendo assim, o prefeito Domingos Mendonça Neto, eleito em 1963, teve seu mandato cassado e, em seu lugar, foi nomeado o ex-prefeito Damásio Barbosa de Franca, que administrou o município por cinco anos. Em sua gestão, é pavimentada a Avenida Senador Ruy Carneiro, antiga Avenida Atlântica, partindo da Avenida Epitácio Pessoa e ligando esta à praia de Manaíra.
Em junho de 1969, começa a ser construído o Viaduto Damásio de Franca em referência ao prefeito, que fora inaugurado em 17 de julho do ano seguinte. No censo daquele ano, João Pessoa assume o posto de município mais populoso da Paraíba, com 221 546 habitantes, contra 195 303 de Campina Grande, que perdia território para a criação de novos municípios. Ainda em 1970, em meio ao crescente processo de verticalização na cidade, uma emenda à constituição estadual de 1967 limitou a construção de prédios altos na orla a dois pavimentos, na faixa compreendida entre as praias da Penha e Formosa, esta em Cabedelo.
Após ter sua construção iniciada em 1969, o governador João Agripino inaugurou, em 6 de março de 1971, o Hotel Tambaú, a poucos dias do término do seu mandato. O novo empreendimento, projetado pelo arquiteto Sérgio Bernardes e erguido na areia da praia de Tambaú, fora reinaugurado em 11 de setembro seguinte pelo sucessor de Agripino, Ernâni Sátiro. Em 20 de abril de 1972, por lei municipal, foram oficializados o brasão, a bandeira e o estandarte do município e, no dia seguinte, João Pessoa ganha o Farol do Cabo Branco, situado em uma falésia próxima à Ponta do Seixas e, no mês seguinte, é concluída a pavimentação da Avenida Senador Ruy Carneiro. Também em 1972 é pavimentado o primeiro trecho da BR-230 na cidade, que na época constituía o chamado Contorno Rodoviário de João Pessoa, ligando a Estrada João Pessoa-Cabedelo, federalizada e incorporada à nova rodovia, à BR-101, no entroncamento com a Avenida Cruz das Armas.
Em 1973, a cidade ganha as avenidas Ministro José Américo de Almeida (Beira-Rio), que liga o centro à praia do Cabo Branco, e Governador Flávio Ribeiro Coutinho, o chamado "Retão de Manaíra" que, junto com a Avenida Governador Argemiro de Figueiredo, incentivou a expansão da capital para o norte, chegando à praia do Bessa, em direção a Cabedelo. Ao mesmo tempo, a cidade também se expandia na direção sudoeste e também para o sul, com a criação de conjuntos habitacionais. Em 1974, é elaborado o Plano de Desenvolvimento Urbano (PDU), que resultou na criação do Código de Urbanismo, instituído pela lei municipal 2 102, de 31 de dezembro de 1975.
Em 9 de março de 1975, é inaugurado pelo governo estadual o Estádio Ernani Sátiro, com partida inaugural entre o Botafogo de João Pessoa e o Botafogo do Rio de Janeiro, com vitória de 2 a 0 para o time carioca. Seu nome foi alterado para Estádio José Américo de Almeida Filho no ano seguinte, em homenagem a um ex-atacante do Botafogo de João Pessoa nos anos 1930 e filho do ex-governador José Américo de Almeida. Ainda em 1975, no dia 24 de agosto, durante as comemorações em alusão ao Dia do Soldado, o Parque Sólon de Lucena foi palco da Tragédia do Baltrão, quando uma balsa com cerca de duzentos passageiros, mais de três vezes a sua capacidade, naufragou na lagoa, levando à morte de trinta e cinco pessoas por afogamento, dos quais 29 crianças.
Até o final dos anos 1970, surgiriam novos loteamentos às margens da rodovia, que deram origem aos atuais bairros de Água Fria, Ernesto Geisel e José Américo. Na mesma época, teve início a abertura de uma via que possibilitou uma ligação mais direta entre a BR-230 com a Praia da Penha, a atual Avenida Hilton Souto Maior, substituindo a antiga Estrada da Penha e tornando-se a via mais extensa de João Pessoa, com extensão de 7,5 km.

### Anos 1980-presente

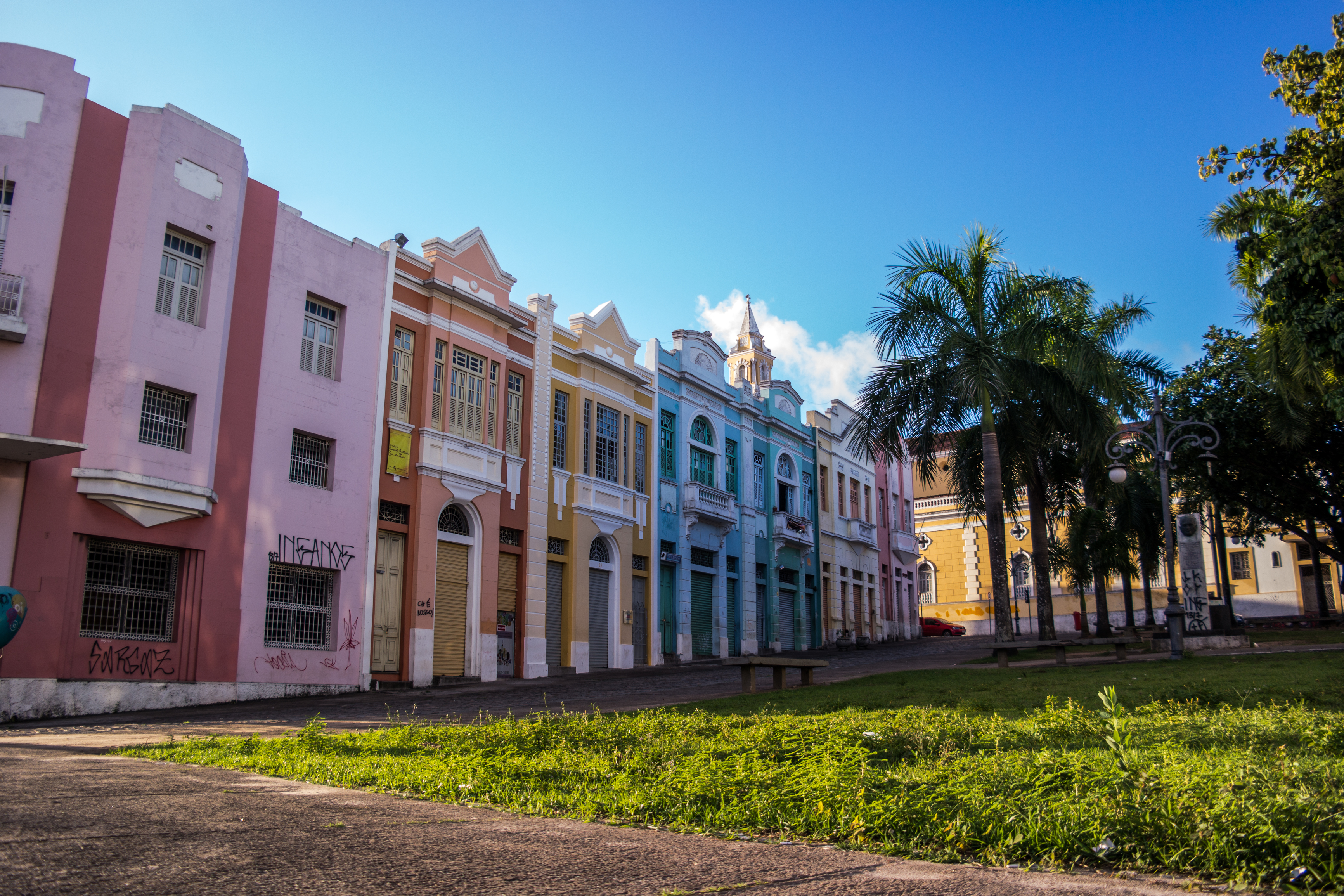
Edificações revitalizadas do Centro Histórico de João Pessoa, nos arredores da Praça Antenor Navarro

Em 1980, João Pessoa já possuía uma população de 329 942 habitantes, contra 221 546 em 1970, consolidando o crescimento urbano e populacional das últimas décadas. Ainda em 1980, o Instituto do Patrimônio Histórico e Artístico do Estado da Paraíba (IPHAEP) tombou vários monumentos e lugares históricos da cidade e, dois anos depois, definiu os limites do Centro Histórico, que abrangiam uma área de 117 hectares. Dois anos depois, João Pessoa ganha o Espaço Cultural José Lins do Rego, onde antes funcionara a primeira sede do Aeroclube da Paraíba e, em 1983, é inaugurado o Conjunto Habitacional Tarcísio de Miranda Burity, que deu origem ao bairro de Mangabeira, cujo nome veio em decorrência da grande quantidade de pés de mangaba que existia na área. No ano seguinte seria a vez do Parque Residencial Valentina de Figueiredo, atual bairro do Valentina, fazendo o crescimento da cidade ultrapassar definitivamente os limites do rio Cuiá. O nome é uma referência a Valentina Silva de Oliveira Figueiredo, mãe do presidente brasileiro na época, João Figueiredo, tendo este participado da inauguração do novo conjunto.
No ano de 1985, João Pessoa chegou ao seu quarto centenário de existência. Naquele ano, após o fim de duas décadas de regime militar, a capital voltaria a ter eleições diretas para prefeito, que foram realizadas em novembro. Na ocasião, venceu o candidato Antônio Carneiro Arnaud, cujo mandato se estendeu de 1986 a 1988, tendo como sucessor Wilson Braga, ex-governador da Paraíba. Em 1989, por iniciativa do governo da Paraíba em conjunto com o Instituto do Patrimônio Histórico e Artístico Nacional (IPHAN), dá-se início à revitalização do centro histórico, começando pela Praça Dom Adauto e a Praça São Francisco e estendendo-se por outras praças e monumentos ao longo dos anos 1990. Ainda em 1989, João Pessoa ganha o Manaíra Shopping, hoje o maior shopping center da Paraíba, e é promulgada a atual constituição da Paraíba que, em seu artigo 229, considerou toda a zona costeira do estado como patrimônio, mantendo a proibição de prédios altos na orla que vigorava desde 1970. A constituição também previu, no artigo 82 do Ato das Disposições Constitucionais Transitórias, a realização de um plebiscito acerca do nome da cidade, o que, porém, nunca ocorreu.

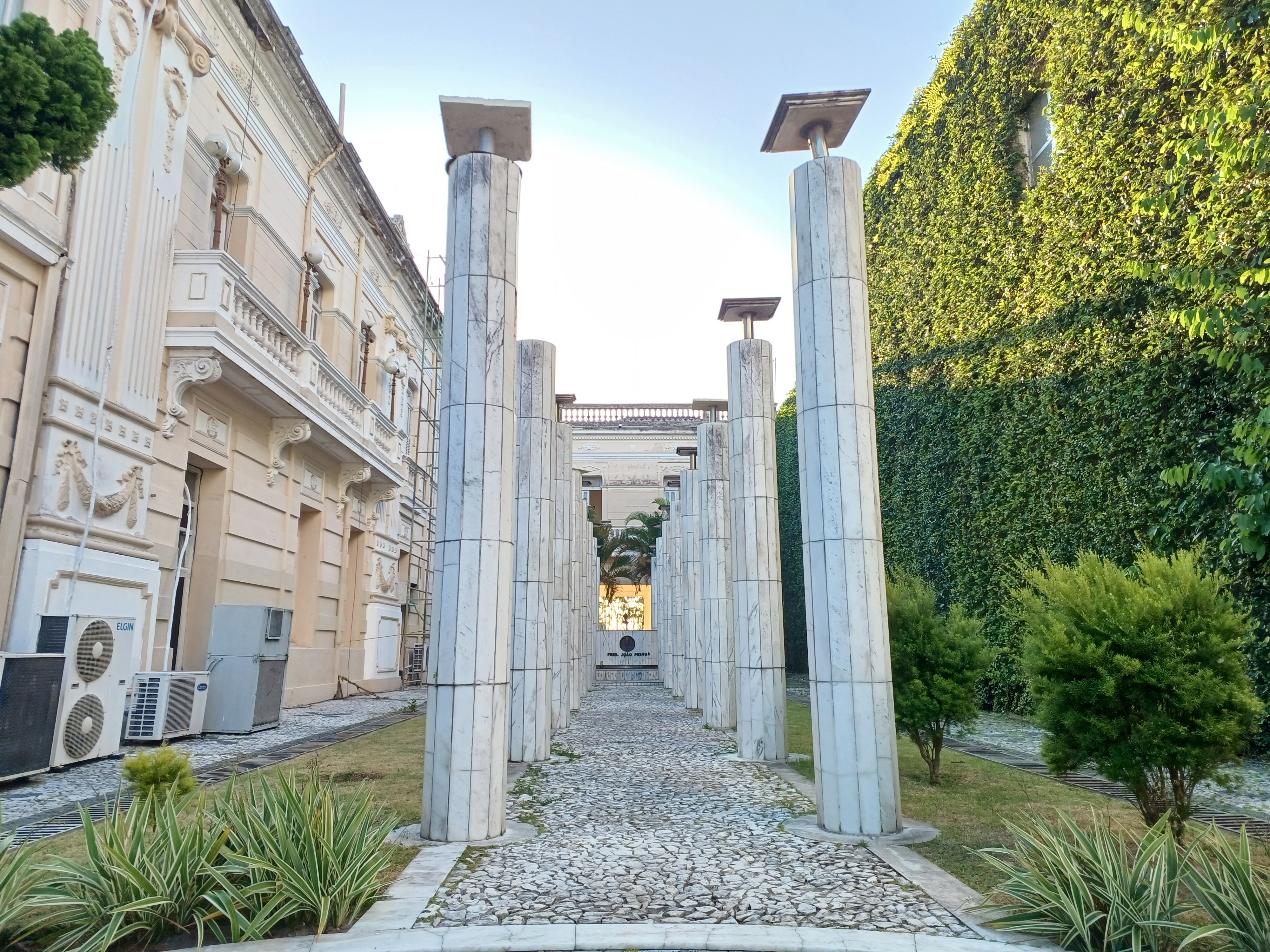
Mausoléu de João Pessoa, onde desde 1997 estão os restos mortais do ex-presidente da Paraíba, transferidos do Rio de Janeiro

No dia 2 de abril de 1990, a câmara de vereadores promulga a atual lei orgânica do município, alterada por posteriores emendas. No começo dos anos 1990, o trecho urbano da BR-230 torna-se duplicado. Em 1991, a cidade chega a 497 600 habitantes, um crescimento de 51% em relação ao censo de 1980. Em 1992, durante a realização da Conferência das Nações Unidas sobre o Meio Ambiente e o Desenvolvimento, realizada na cidade do Rio de Janeiro, o prefeito Carlos Mangueira declarou João Pessoa como a segunda cidade mais verde do mundo, depois de Paris, na França. Em 30 de dezembro do mesmo ano, por lei complementar, é instituído o plano diretor do município, instrumento básico da política urbana e, dois dias depois, toma posse o novo prefeito da capital e filho do ex-prefeito Damásio Franca, Francisco Franca, que ocupou o cargo até 1996, quando foi eleito o candidato Cícero Lucena. Em 1997, o corpo de João Pessoa foi transferido do Rio de Janeiro para João Pessoa, sendo sepultado em um mausoléu construído pelo governo estadual entre o Palácio da Redenção e a Faculdade de Direito da Paraíba. No mesmo ano, o Papa João Paulo II dá o título de basílica à Catedral de Nossa Senhora das Neves, após uma grande reforma estrutural, sob o episcopado de Dom Marcelo Carvalheira.
Em 28 de agosto de 2000, por meio do decreto estadual 21 264, a Mata do Buraquinho é transformada em jardim botânico, levando o nome de Benjamin Maranhão. Em 1° de outubro de 2000, ocorreram as eleições municipais e, com 74,02% dos votos válidos, Cícero Lucena tornou-se o primeiro prefeito reeleito da história do município. No seu segundo mandato, ocorreu a reurbanização do calçadão da orla no trecho que compreende as avenidas Cabo Branco e Almirante Tamandaré, nos bairros de Cabo Branco e Tambaú, respectivamente. Ambas as avenidas também foram alargadas, assim como a Avenida Governador Flávio Ribeiro Coutinho (Retão de Manaíra). No final de 2003, por lei complementar estadual, é instituída a Região Metropolitana de João Pessoa (RMJP), inicialmente constituída pela capital e mais oito municípios.
Cícero Lucena foi sucedido em 2005 por Ricardo Coutinho, eleito em primeiro turno nas eleições de 2004. Em dezembro de 2007, o Centro Histórico de João Pessoa se tornou patrimônio histórico nacional e, em julho de 2008, foi inaugurada a Estação Cabo Branco de Ciência, Cultura e Artes, projetada pelo arquiteto Oscar Niemeyer e próxima ao Farol do Cabo Branco. Em outubro do mesmo ano, Ricardo é reeleito para a prefeitura, com uma votação mais expressiva em relação à eleição anterior, vindo a renunciar em 31 de março de 2010 para se candidatar a governador da Paraíba, cargo do qual ocupou entre 2011 e 2018. Em agosto de 2012, João Pessoa ganha seu atual centro de convenções, dentro do qual está o maior espaço teatral do Nordeste, o Teatro Pedra do Reino, inaugurado em agosto de 2015. A partir de 2013, a cidade é administrada por Luciano Cartaxo, que permaneceu à frente da gestão municipal até 2020, ano em que a cidade ganha o Largo de Tambaú, no limite entre as praias de Tambaú e Cabo Branco. Nas eleições de novembro daquele ano, o ex-prefeito Cícero Lucena é eleito para seu terceiro mandato, sendo reeleito em 2024, sendo o primeiro a prefeito a conquistar quatro mandatos na história pessoense.
Em 17 de dezembro de 2024, a Assembleia Legislativa da Paraíba aprovou uma emenda que retirou da Constituição estadual o dispositivo que previa, desde a sua promulgação, a realização de um plebiscito sobre o nome da cidade, oficializando João Pessoa como nome da capital da Paraíba.

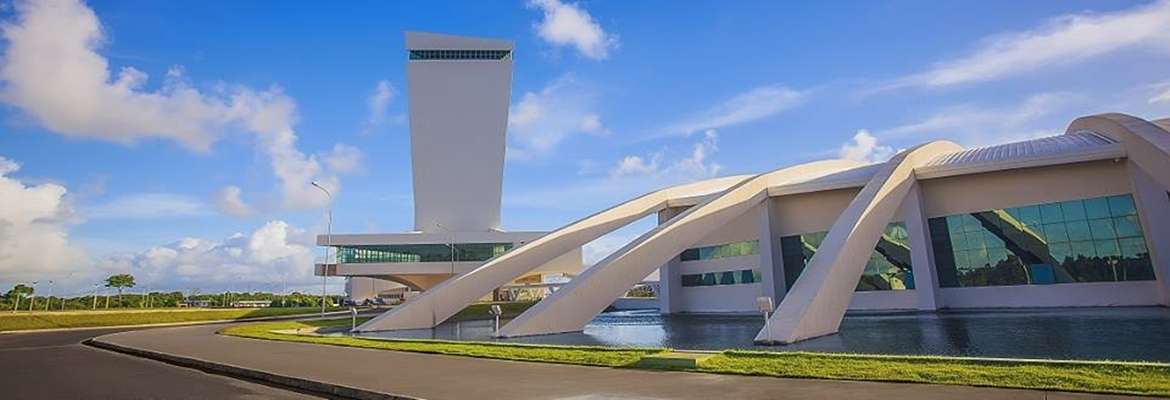
Centro de Convenções de João Pessoa, que recebeu o nome do poeta e político paraibano Ronaldo Cunha Lima (1936-2012)

## Geografia

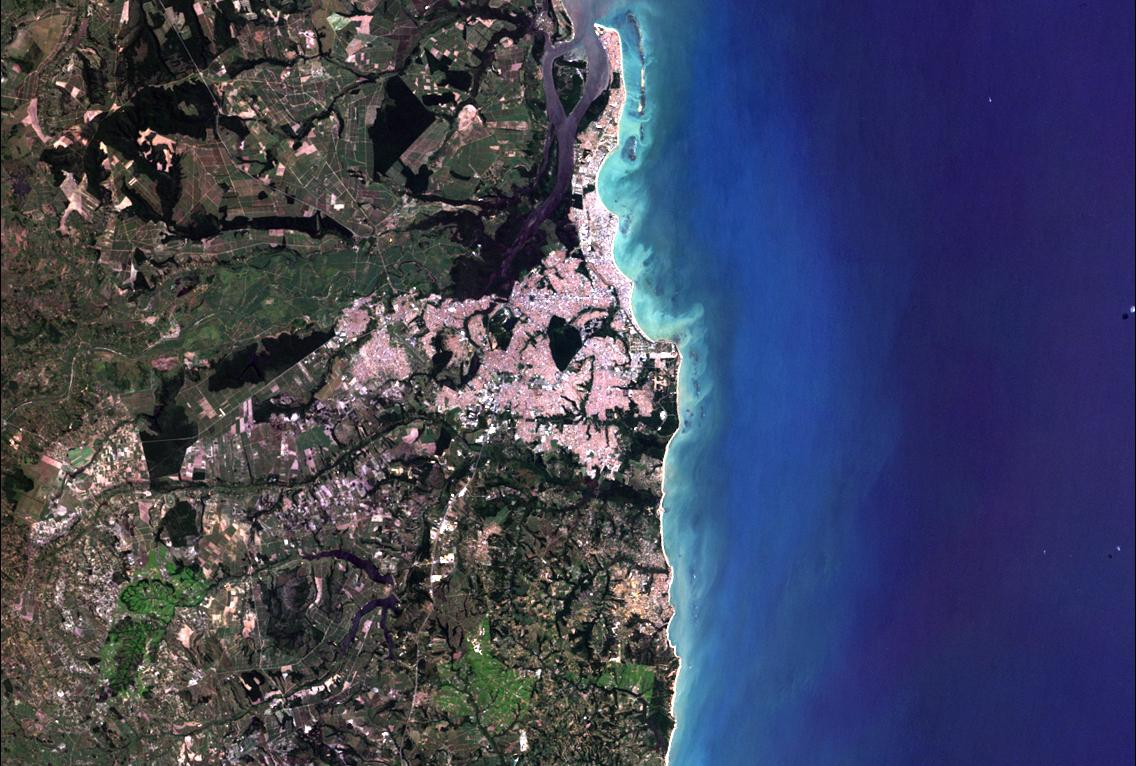
Imagem de satélite parcial da Região Metropolitana de João Pessoa, de onde é possível avistar a conurbação entre João Pessoa, Cabedelo, Bayeux e Santa Rita, bem como as áreas urbanas de Conde e Cruz do Espírito Santo

De acordo com a divisão regional vigente desde 2017, instituída pelo IBGE, o município pertence às Regiões Geográficas Intermediária e Imediata de João Pessoa. Até então, com a vigência das divisões em microrregiões e mesorregiões, fazia parte da microrregião de João Pessoa, que por sua vez estava incluída na mesorregião da Mata Paraibana.
A cidade localiza-se na porção mais oriental das Américas e do Brasil, com longitude oeste de 34º47'30" e latitude sul de 7º09'28. O local é conhecido como a Ponta do Seixas. A altitude média em relação ao nível do mar é de 37 metros, com altitude máxima de 74 metros nas proximidades do rio Mumbaba, predominando em seu sítio urbano terrenos planos com cotas da ordem de 10 metros, na área inicialmente urbanizada.
Em João Pessoa, existem doze rios. Historicamente, o Rio Sanhauá é o mais importante, pois foi nas suas margens que nasceu a cidade e onde foram construídas as primeiras habitações. Outro curso importante é o Rio Jaguaribe, que nasce no conjunto Esplanada, cruza a Mata do Buraquinho e desemboca no Oceano Atlântico, na divisa com o município de Cabedelo. O sistema de abastecimento de água da cidade é proveniente do sistema Gramame-Mumbaba, da Companhia de Água e Esgotos da Paraíba, no qual os rios Gramame e Mamuaba se revezam no abastecimento. No centro da capital, existe a lagoa do Parque Sólon de Lucena, que foi o principal ponto turístico de João Pessoa durante a época em que a cidade se encontrava longe das praias.
A capital paraibana conta com um litoral de cerca de 24 quilômetros de extensão, com nove praias. As praias urbanas têm, como características, as areias brancas e as águas cristalinas. As duas principais são Tambaú, composta de areia batida e fina, com águas de cor verde-azulada, e Praia de Manaíra, uma praia totalmente urbana, formada por recifes, o que torna as suas ondas fracas, e por águas claras no verão.

### Clima
| Recordes mensais de precipitação em 24 horas registrados em João Pessoa por meses (INMET) | Recordes mensais de precipitação em 24 horas registrados em João Pessoa por meses (INMET) | Recordes mensais de precipitação em 24 horas registrados em João Pessoa por meses (INMET) | Recordes mensais de precipitação em 24 horas registrados em João Pessoa por meses (INMET) | Recordes mensais de precipitação em 24 horas registrados em João Pessoa por meses (INMET) | Recordes mensais de precipitação em 24 horas registrados em João Pessoa por meses (INMET) |
| Mês                                                                                       | Acumulado                                                                                 | Data                                                                                      | Mês                                                                                       | Acumulado                                                                                 | Data                                                                                      |
| ----------------------------------------------------------------------------------------- | ----------------------------------------------------------------------------------------- | ----------------------------------------------------------------------------------------- | ----------------------------------------------------------------------------------------- | ----------------------------------------------------------------------------------------- | ----------------------------------------------------------------------------------------- |
| Janeiro                                                                                   | 118,2 mm                                                                                  | 24/01/2012                                                                                | Julho                                                                                     | 177,6 mm                                                                                  | 07/07/2023                                                                                |
| Fevereiro                                                                                 | 152,6 mm                                                                                  | 27/02/2021                                                                                | Agosto                                                                                    | 191 mm                                                                                    | 11/08/1970                                                                                |
| Março                                                                                     | 158,4 mm                                                                                  | 17/03/1939                                                                                | Setembro                                                                                  | 189,6 mm                                                                                  | 04/09/2013                                                                                |
| Abril                                                                                     | 187 mm                                                                                    | 23/04/1972                                                                                | Outubro                                                                                   | 113 mm                                                                                    | 15/10/1971                                                                                |
| Maio                                                                                      | 189 mm                                                                                    | 14/05/2021                                                                                | Novembro                                                                                  | 49,6 mm                                                                                   | 14/11/2009                                                                                |
| Junho                                                                                     | 194 mm                                                                                    | 18/06/1986                                                                                | Dezembro                                                                                  | 87,4 mm                                                                                   | 29/12/2015                                                                                |
| Período: 1931-presente                                                                    |                                                                                           |                                                                                           |                                                                                           |                                                                                           |                                                                                           |

O clima de João Pessoa é tropical úmido (tipo Am na classificação climática de Köppen-Geiger), típico da costa leste do Nordeste, com índices relativamente elevados de umidade do ar e temperaturas médias entre 25 °C e 28 °C. As precipitações ocorrem sob a forma de chuva, sendo o índice pluviométrico anual superior a 1 800 milímetros (mm), concentrados entre os meses de abril e julho.
Apesar do alto índice, chuvas com raios e trovoadas são pouco comuns. De acordo com o Grupo de Eletricidade Atmosférica do Instituto Nacional de Pesquisas Espaciais (ELAT/INPE), o município apresenta uma densidade de descargas de 0,184 raios/km²/ano, estando na 199ª posição a nível estadual (dentre 223 municípios) e na 5 421ª a nível nacional (de 5 570 municípios).
Segundo dados do Instituto Nacional de Meteorologia (INMET), desde 1931 a menor temperatura registrada em João Pessoa ocorreu em 1° de julho de 1936, com mínima de 16,2 °C, enquanto a maior foi registrada em 6 de janeiro de 2024, com máxima de 34,9 °C. O maior acumulado de precipitação registrado em 24 horas atingiu 194 mm em 18 de junho de 1986, seguido por 191 mm em 11 de agosto de 1970, 190,2 mm em 14 de junho de 2019, 189,6 mm em 4 de setembro de 2013 e, mais recentemente, 189 mm em 14 de maio de 2021. Em junho de 1951 o total mensal chegou a 925,1 mm, o maior da série histórica.
| Dados climatológicos para João Pessoa                                                    | Dados climatológicos para João Pessoa | Dados climatológicos para João Pessoa | Dados climatológicos para João Pessoa | Dados climatológicos para João Pessoa | Dados climatológicos para João Pessoa | Dados climatológicos para João Pessoa | Dados climatológicos para João Pessoa | Dados climatológicos para João Pessoa | Dados climatológicos para João Pessoa | Dados climatológicos para João Pessoa | Dados climatológicos para João Pessoa | Dados climatológicos para João Pessoa | Dados climatológicos para João Pessoa |
| Mês                                                                                      | Jan                                   | Fev                                   | Mar                                   | Abr                                   | Mai                                   | Jun                                   | Jul                                   | Ago                                   | Set                                   | Out                                   | Nov                                   | Dez                                   | Ano                                   |
| ---------------------------------------------------------------------------------------- | ------------------------------------- | ------------------------------------- | ------------------------------------- | ------------------------------------- | ------------------------------------- | ------------------------------------- | ------------------------------------- | ------------------------------------- | ------------------------------------- | ------------------------------------- | ------------------------------------- | ------------------------------------- | ------------------------------------- |
| Temperatura máxima recorde (°C)                                                          | 34,9                                  | 34,5                                  | 34,3                                  | 34,3                                  | 34,1                                  | 32,8                                  | 33                                    | 31,8                                  | 32,4                                  | 33,3                                  | 34,3                                  | 33,7                                  | 34,9                                  |
| Temperatura máxima média (°C)                                                            | 30,9                                  | 31,1                                  | 31,2                                  | 30,8                                  | 30,3                                  | 29,2                                  | 28,7                                  | 28,9                                  | 29,4                                  | 30,1                                  | 30,6                                  | 30,9                                  | 30,2                                  |
| Temperatura média compensada (°C)                                                        | 27,9                                  | 28,1                                  | 28,1                                  | 27,6                                  | 26,9                                  | 25,7                                  | 25,2                                  | 25,4                                  | 26,3                                  | 27,1                                  | 27,6                                  | 27,9                                  | 27                                    |
| Temperatura mínima média (°C)                                                            | 25,1                                  | 25                                    | 24,8                                  | 24,1                                  | 23,4                                  | 22,3                                  | 21,9                                  | 21,9                                  | 23,1                                  | 24,4                                  | 25,1                                  | 25,2                                  | 23,9                                  |
| Temperatura mínima recorde (°C)                                                          | 19                                    | 18,8                                  | 19                                    | 19                                    | 17                                    | 17                                    | 16,2                                  | 17,2                                  | 17,9                                  | 18,5                                  | 17,8                                  | 18,7                                  | 16,2                                  |
| Precipitação (mm)                                                                        | 86,4                                  | 106,2                                 | 171,5                                 | 235,7                                 | 287,7                                 | 368,7                                 | 284,9                                 | 133,7                                 | 73,9                                  | 31                                    | 21,1                                  | 36,6                                  | 1 837,4                               |
| Dias com precipitação (≥ 1 mm)                                                           | 9                                     | 9                                     | 12                                    | 16                                    | 17                                    | 20                                    | 20                                    | 16                                    | 10                                    | 6                                     | 5                                     | 5                                     | 145                                   |
| Umidade relativa compensada (%)                                                          | 74,2                                  | 74,2                                  | 75,4                                  | 78                                    | 79,9                                  | 82,1                                  | 81                                    | 77,4                                  | 74,2                                  | 72,4                                  | 72,5                                  | 73,1                                  | 76,2                                  |
| Insolação (h)                                                                            | 241,1                                 | 215,7                                 | 226,5                                 | 201                                   | 198,6                                 | 165                                   | 180,3                                 | 224                                   | 232,3                                 | 266,1                                 | 263,6                                 | 258,8                                 | 2 673                                 |
| Fonte: INMET (normal climatológica de 1991-2020; recordes de temperatura: 1931-presente) |                                       |                                       |                                       |                                       |                                       |                                       |                                       |                                       |                                       |                                       |                                       |                                       |                                       |

## Demografia
João Pessoa é o município mais populoso da Paraíba, o sétimo do Nordeste e o vigésimo do Brasil. Entre os censos de 2010 e 2022, o município registrou o maior crescimento do Nordeste e o décimo do país em números absolutos, com a população saltando de 723 515 pessoas em 2010 (24ª posição a nível nacional) para 833 932 habitantes em 2022, apresentando um crescimento de 15,26% durante o período e uma taxa de crescimento geométrico anual de 1,19%. A densidade demográfica, em 2022, era de 3 970,27 hab./km², com uma média de 2,8 habitantes por domicílio e uma razão de sexo de 87,45, a menor dentre os municípios da Paraíba.

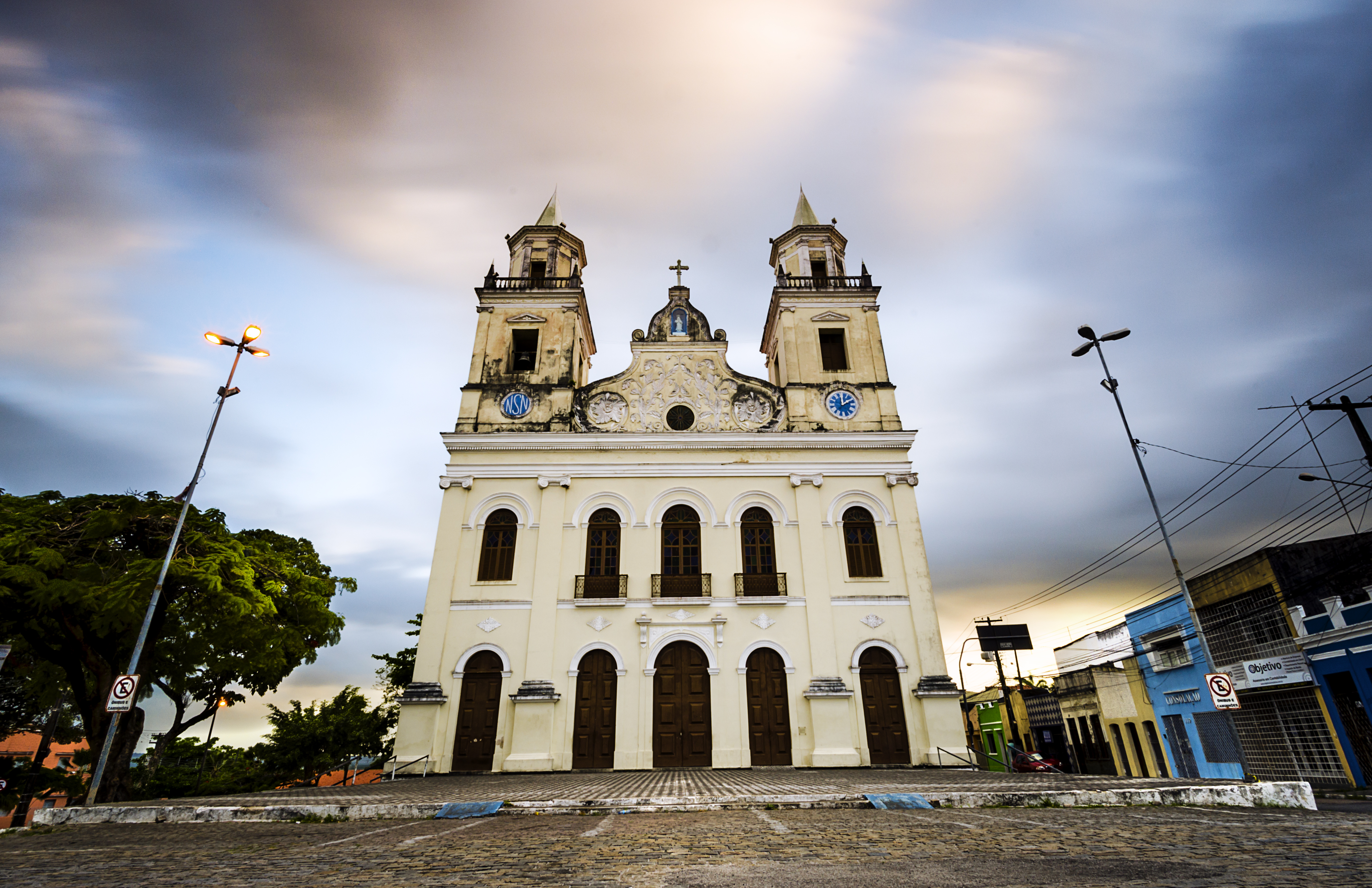
Catedral Basílica de Nossa Senhora das Neves, sé arquiepiscopal da Arquidiocese da Paraíba

De acordo com a pesquisa de autodeclaração do último censo, pouco mais da metade dos habitantes (50,62%) eram pardos e quase dois quintos eram brancos (39,74%), havendo também pretos (9,19%), indígenas (0,31%) e amarelos (0,14%). A idade mediana da população é de 35 anos, sendo maior em pretos (37 anos) e menor em indígenas (34 anos). Ainda segundo o mesmo censo, 55,42% dos habitantes acima dos dez anos eram católicos, 29,08% evangélicos, 1,42% espíritas, 0,55% umbandistas e candomblecistas e 0,03% seguiam religiões tradições indígenas. Outros 8,07% não tinham religião, 0,03% não souberam sua preferência religiosa e 0,06% não declararam. Outras denominações, 5,34%.
O Índice de Desenvolvimento Humano (IDH-M) do município é considerado alto pelo Programa das Nações Unidas para o Desenvolvimento (PNUD). De acordo com dados do último relatório, divulgado em 2013 com dados referentes a 2010, seu valor era de 0,763 sendo o primeiro colocado a nível estadual e o 320º do Brasil. Considerando-se o índice de longevidade, seu valor é 0,832; o valor do índice de renda é 0,770 e o de educação 0,693. Embora João Pessoa seja a capital com melhor qualidade de vida da Região Nordeste, com Índice de Progresso Social (IPS) igual a 67,0, é ao mesmo tempo a capital mais desigual do Brasil, com índice de Gini de 0,629, um pequeno aumento em relação ao índice de 2010 (0,628). Enquanto a população 10% mais rica da cidade tem rendimento médio superior a R$ 26 000, nos 40% mais pobres da capital esse rendimento é inferior a R$ 1 000.

## Política e administração

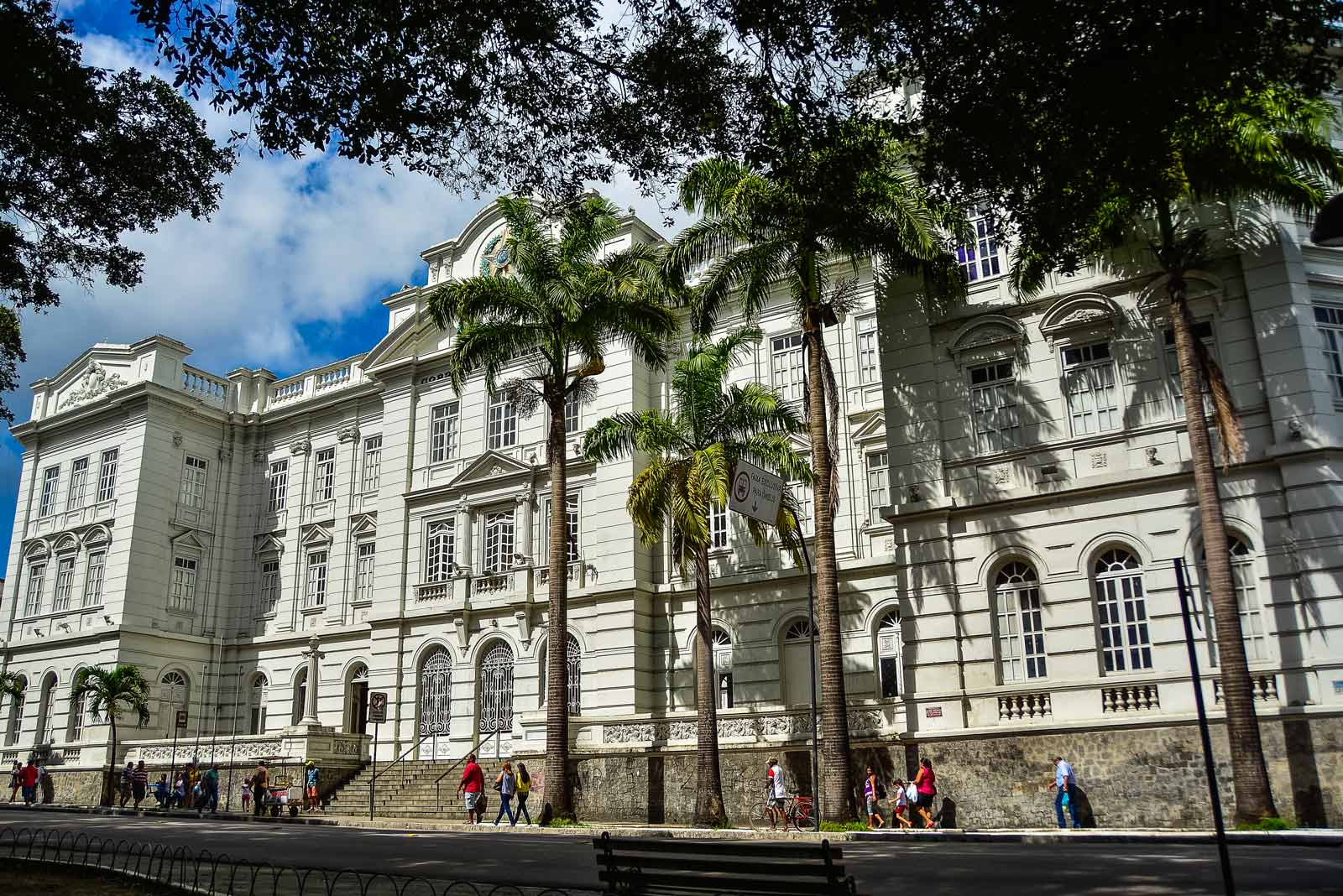
Agência Central dos Correios e Telégrafos, antiga sede da prefeitura

A administração do município é feita a partir dos poderes executivo, representado pelo prefeito e seus secretários, e legislativo, constituído pela câmara de vereadores. A sede do executivo local, antes na Agência Central dos Correios e Telégrafos, funciona hoje no Centro Administrativo Municipal, no bairro de Água Fria. A sede do legislativo pessoense é a Casa Napoleão Laureano, no Centro Histórico, composta por 27 vereadores, eleitos para mandatos de quatro anos. A principal função do legislativo é a elaboração das leis, ao lado de exercer outras tarefas constitucionais, como a apresentação pública de assuntos de interesse dos cidadãos, o debate sobre reivindicações de modo a agregá-las sob o interesse geral e a fiscalização política dos atos do Poder Executivo.

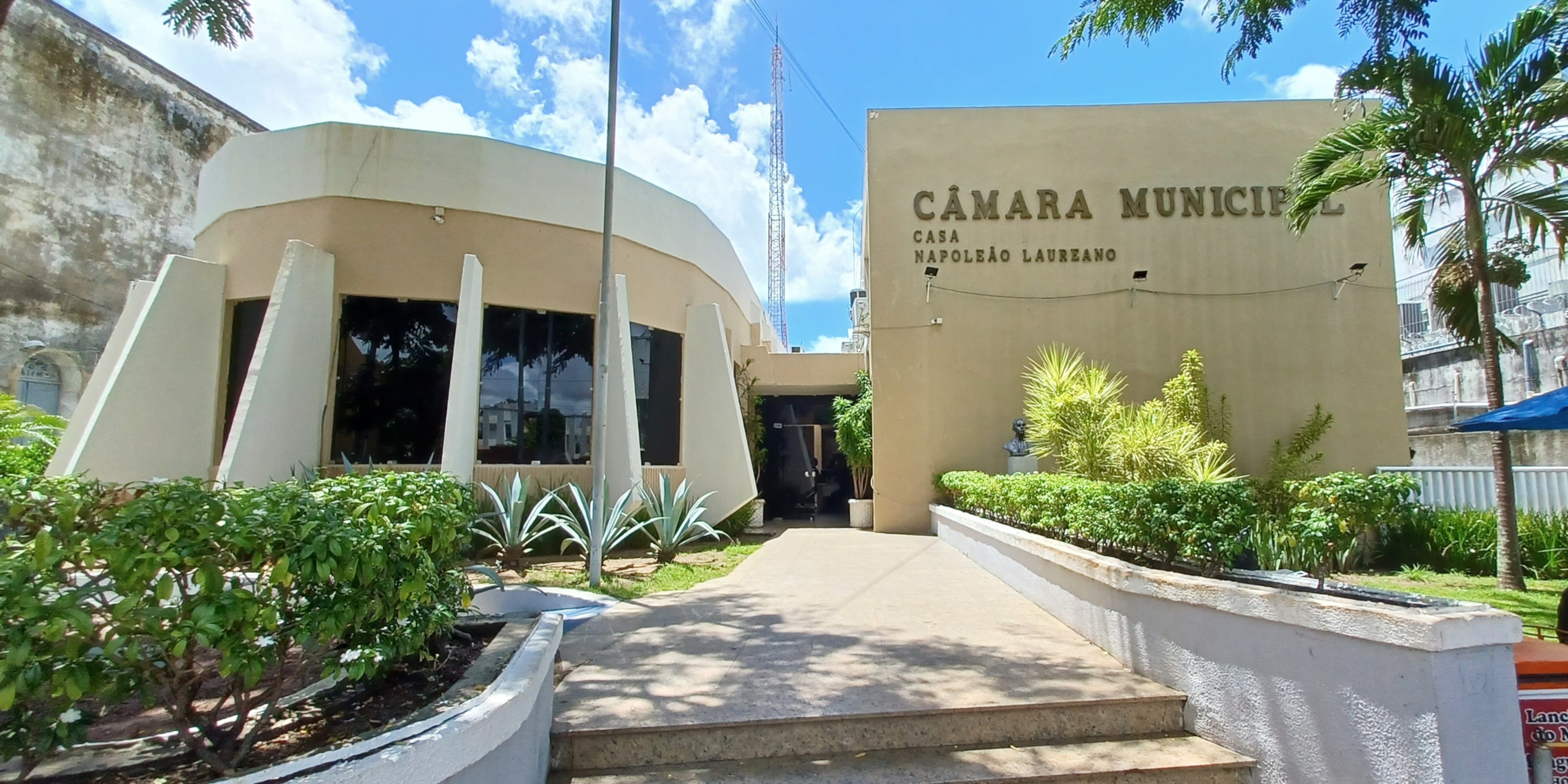
Casa Napoleão Laureano, na Rua das Trincheiras, sede da Câmara Municipal de João Pessoa

Por ser a capital do estado da Paraíba, em João Pessoa se localizam as sedes do executivo (Palácio da Redenção), legislativo (Assembleia Legislativa) e judiciário (Tribunal de Justiça da Paraíba) estaduais, todas localizadas ao redor da Praça João Pessoa. A cidade abriga, ainda, a sede do Ministério Público do Estado da Paraíba, da 13ª Região do Tribunal Regional do Trabalho (TRT).
João Pessoa é também sede regional de diversas instituições do governo federal. Dentre as instituições militares presentes na cidade, estão a Base Administrativa da Guarnição de João Pessoa; o Grupamento General Lyra Tavares, que é o nome dado ao 1º Grupamento de Engenharia, responsável pelo planejamento e coordenação de todas as atividades e obras de engenharia executadas na área do Comando Militar do Nordeste, possuindo internamente o Hospital de Guarnição de João Pessoa. Possui também, o 15.º Batalhão de Infantaria Motorizado, conhecido como Regimento Vidal de Negreiros, e a sede da Marinha do Brasil no estado, responsável pela administração da Capitania dos Portos da Paraíba. Desde 2017, a cidade integra a Rede de Cidades Criativas da UNESCO, promovendo a inovação e a criatividade como base fundamental para o desenvolvimento urbano sustentável e inclusivo.

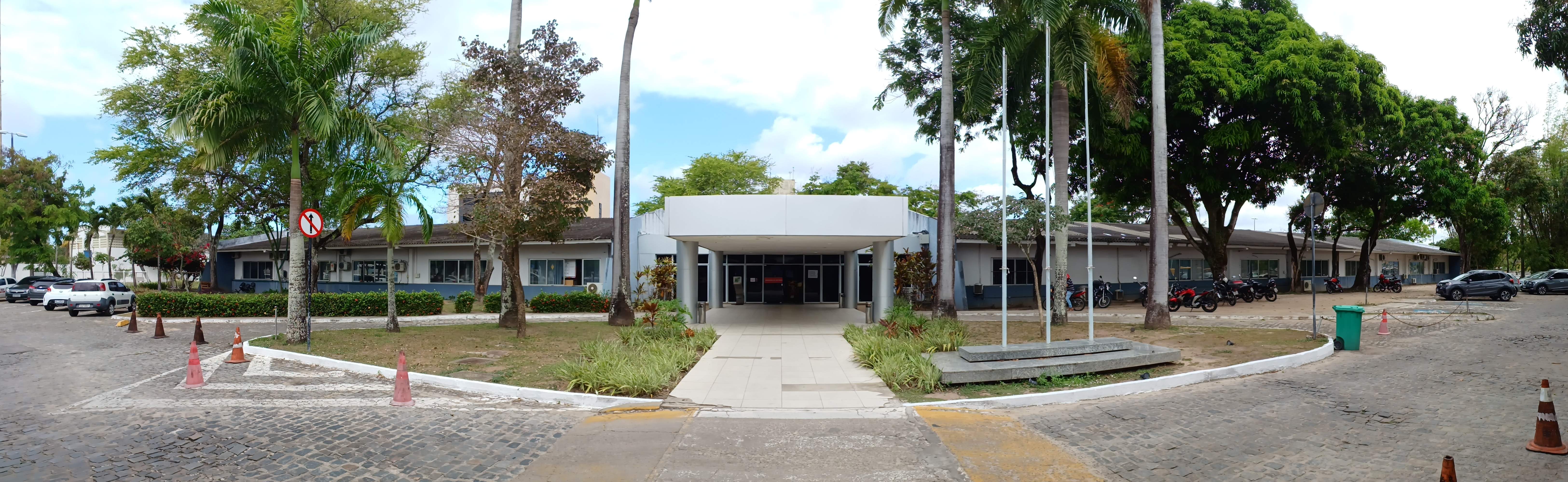
Centro Administrativo Municipal, onde estão instalados o gabinete do prefeito e algumas das secretarias municipais

### Relações internacionais e cidades-irmãs
João Pessoa possui consulados da Espanha, de Portugal e da Itália.
Dentre as cidades-irmãs está Ushuaia, na Argentina, que até 2019 era a cidade mais austral do planeta Terra. Outras cidades-irmãs de João Pessoa são Hartford, Boca Raton, Pompano Beach e Ovar, sendo esta última em Portugal e as outras três nos Estados Unidos.

## Subdivisões
Os bairros oficiais de João Pessoa, definidos por lei municipal de 1998, são:
1. Aeroclube
2. Água Fria
3. Altiplano
4. Alto do Céu
5. Alto do Mateus
6. Anatólia
7. Bairro das Indústrias
8. Bancários
9. Bessa
10. Brisamar
11. Cabo Branco
12. Castelo Branco
13. Centro
14. Cidade dos Colibris
15. Costa e Silva
16. Cristo Redentor
17. Cruz das Armas
18. Cuiá
19. Distrito Industrial
20. Ernâni Sátiro
21. Ernesto Geisel
22. Estados
23. Expedicionários
24. Funcionários
25. Grotão
26. Ilha do Bispo
27. Ipês
28. Jaguaribe
29. Jardim Cidade Universitária
30. Jardim Oceania
31. Jardim São Paulo
32. Jardim Veneza
33. João Agripino
34. João Paulo II
35. José Américo
36. Manaíra
37. Mandacaru
38. Mangabeira
39. Miramar
40. Muçumagro
41. Oitizeiro
42. Padre Zé
43. Paratibe
44. Pedro Gondim
45. Penha
46. Planalto da Boa Esperança
47. Ponta do Seixas
48. Portal do Sol
49. Róger
50. São José
51. Tambaú
52. Tambauzinho
53. Tambiá
54. Torre
55. Treze de Maio
56. Trincheiras
57. Valentina Figueiredo
58. Varadouro
59. Varjão (Rangel)

Mapa de João Pessoa e seus bairros

Até 2003 existia o bairro Jardim das Acácias, extinto e incorporado em parte ao Róger e o restante a Tambiá. As zonas de expansão da cidade, informalmente consideradas como bairros pela população, são: Barra de Gramame, Costa do Sol, Gramame, Mata do Buraquinho, Mumbaba e Mussuré. Outras áreas tidas como bairros, também não oficiais, são o Bairro dos Novais (pertence ao bairro do Oitizeiro) Jardim Esther (Mandacaru), Jardim Luna (Brisamar) e Jardim Planalto (Oitizeiro).

## Economia

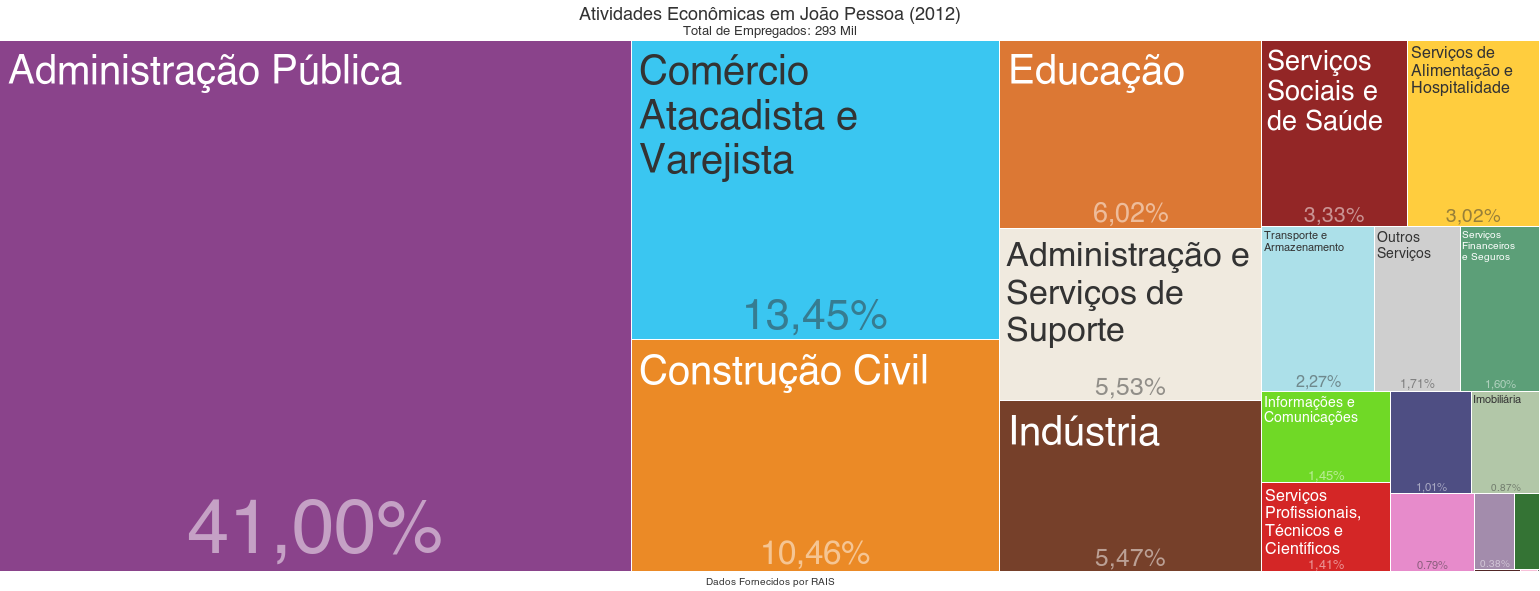
Atividades econômicas em João Pessoa por número de empregados - (2012)

João Pessoa é cidade com maior economia da Paraíba, representando 30,7% das riquezas produzidas no estado e tendo um produto interno bruto duas vezes maior que Campina Grande, a 2.ª cidade mais populosa do estado. No âmbito nacional, ocupa a 55.ª posição.
Com dois distritos industriais em desenvolvimento, um na BR-101 Sul e outro no bairro de Mangabeira.[carece de fontes?]
O turismo é um grande produtor de renda e gerador de empregos, além do comércio, que também possui grande participação econômica na cidade.[carece de fontes?]
Há um parque industrial complexo, formado por diversos segmentos: alimentos, automobilístico (bugres), bebidas, bentonita, cimento, concreto, couro, metalúrgico, móveis, ótica, papel, pisos cerâmicos, química, têxtil, tecnologia da informática, dentre outros. João Pessoa possui o maior parque industrial do estado da Paraíba, destacando-se algumas indústrias de renome internacional, como a AmBev, Coca-Cola, Suggar Eletrodomésticos, Euroflex, Vijai Elétrica, Coteminas, a British American Tobacco e a Paraí.[carece de fontes?]

## Infraestrutura

### Comunicação
João Pessoa conta com diversas revistas e jornais impressos diários, são eles: Correio da Paraíba, Jornal A União, Diário da Justiça, O Norte, Jornal da Paraíba, etc. O município também conta com diversas emissoras de rádios, entre elas estão: 98 Correio FM, Cabo Branco FM, Arapuan FM, Jovem Pan FM, CBN, 89 Rádio Pop, Rádio Tabajara, Mix FM, BandNews FM, Rádio Correio e entre outras. Quanto à telefonia fixa e móvel, quatro companhias telefônicas atuam no município, são elas Oi, TIM, Vivo e Claro.[carece de fontes?]

### Tecnologia
João Pessoa dispõe do "Jampa Digital", um serviço que traz cobertura Wi-Fi gratuita a vários pontos da cidade, inclusive na orla. A cidade seria a primeira no Nordeste, e uma das primeiras no Brasil a contar com esse serviço, caso ele funcionasse, de fato.

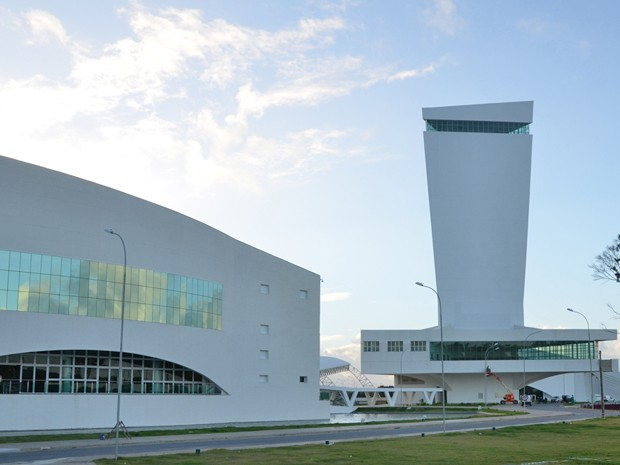
Centro de Convenções Poeta Ronaldo Cunha Lima

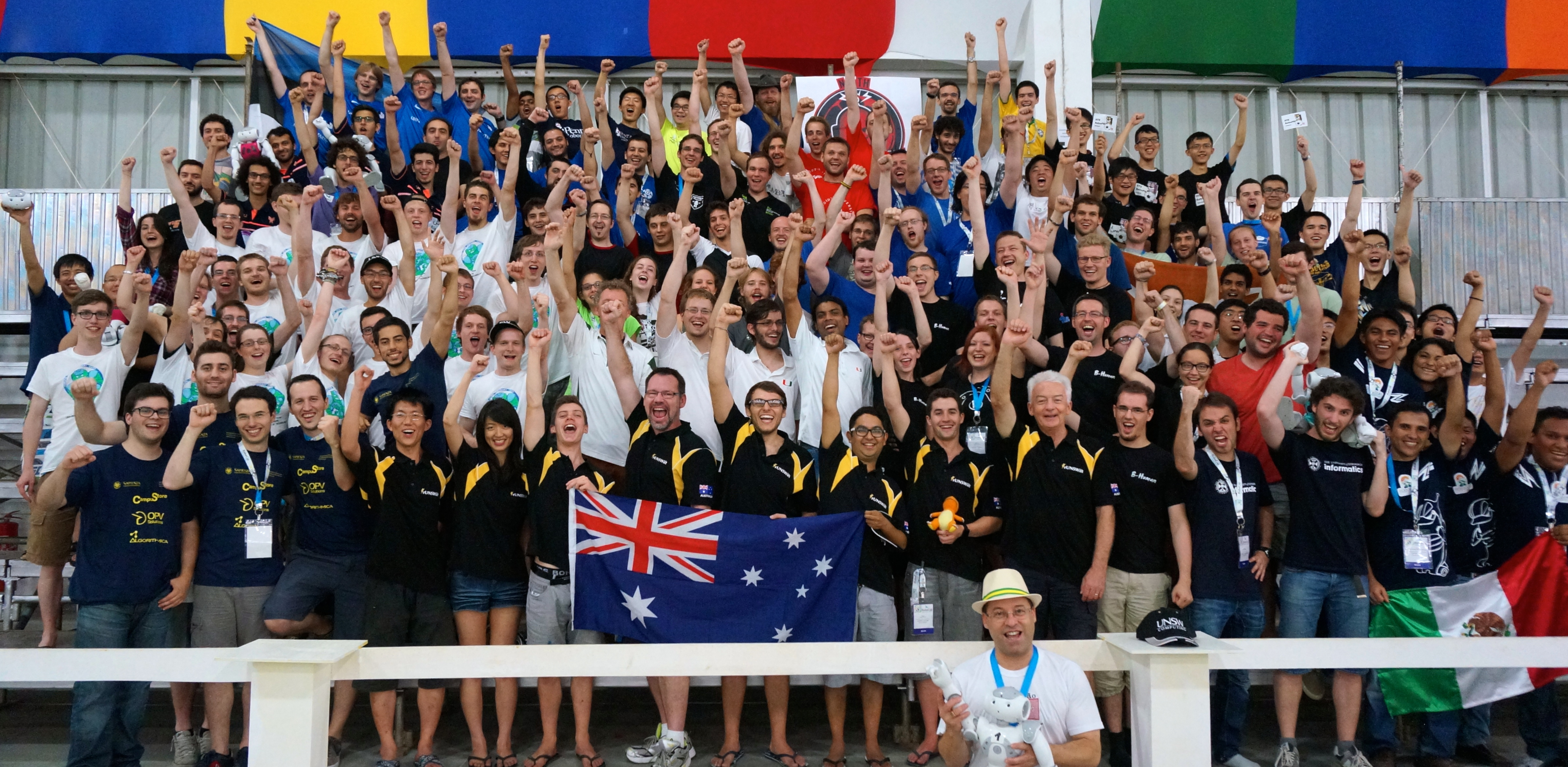
RoboCup de 2014, realizada em João Pessoa

Em agosto de 2012, João Pessoa sediou a VI edição da Olimpíada Brasileira de Robótica (Etapa Regional). O evento contou com uma forte participação das escolas da rede pública dos estado.
No mesmo período, João Pessoa foi escolhida para sediar a copa do mundo de robótica, um dos mais importantes eventos no ramo da tecnologia no mundo, realizada no ano de 2014 no Centro de Convenções da cidade. A cidade concorreu com diversas candidatas, inclusive com cidades asiáticas de destaque mundial. A procura por recursos que viabilizassem a Copa foi determinante, por isso, o oferecimento de um espaço próprio para o evento e a utilização da robótica no ensino fizeram da capital paraibana a escolhida. Compareceram à abertura RoboCup 2014 cerca de 8000 visitantes e foram inscritos nas competições 4000 participantes de 45 países.
Em Dezembro de 2012, a 1ª edição do evento realizado na Estação Cabo Branco discutiu como os meios digitais podem ser usados com foco no desenvolvimento esconômico, tendo ênfase no futuro das mídias digitais no Brasil e seu impacto nos próximos anos. E em Dezembro de 2013, sediado no Centro de Convenções Poeta Ronaldo Cunha Lima, a capital João Pessoa realizou a 2ª edição da Conferência Internacional Brasil-Canadá 3.0; O objeto central da conferência é definir desafios do futuro digital do Brasil com o engajamento e a participação de vários setores da sociedade. O evento debateu assuntos relacionados ao desenvolvimento e inovações tecnológicas, às mídias digitais e seus impactos na sociedade. O tema da Conferência foi “Processos criativos na indústria da convergência: oportunidades e desafios para a produção de conteúdo no ambiente da economia digital”. O evento reuniu representantes dos governos da Paraíba e do Canadá, Pesquisadores, representantes das principais empresas de tecnologia brasileiras e canadenses, estudantes e professores universitários brasileiros e estrangeiros e Indústria de Tecnologia da Informação e Comunicação (TIC) para debater assuntos relacionados ao desenvolvimento do setor digital: a indústria de tecnologias da informação e da comunicação, a academia, gestões públicas e inovação.
Em novembro de 2015, a capital João Pessoa, sediou no Centro de Convenções de João Pessoa o 10.° Fórum de Governança da Internet, que é um evento promovido pela Organização das Nações Unidas (ONU), que tem como objetivo promover uma ampla discussão sobre uso, disseminação e governança da internet. O tema foi: “Evolução da Governança da Internet: empoderando o desenvolvimento sustentável” e o evento abordou pautas como: Cibersegurança e confiança; Economia da Internet; Inclusão e diversidade; Abertura de acesso; Reforçando a cooperação multissetorial; Internet e os Direitos Humanos; Recursos críticos da Internet; e questões emergentes. O Fórum recebeu mais de três mil participantes de 130 países, sendo a primeira vez que um evento desse porte foi sediado na região Nordeste.

### Transportes

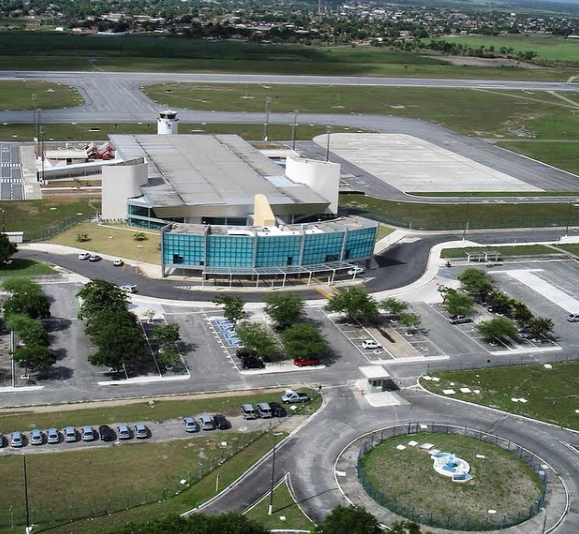
Aeroporto Internacional Presidente Castro Pinto

A frota de veículos de João Pessoa cresce mais do que a população da cidade, conforme estimativas foram baseadas em dados do Instituto Brasileiro de Geografia e Estatística, que apontam taxa de crescimento da população da capital de 2% ao ano, enquanto a frota de veículos aumenta no ritmo de 8%.
A cidade é servida pelo Aeroporto Internacional Presidente Castro Pinto, localizado na cidade limítrofe de Santa Rita, dentro da região metropolitana e distante 13 km do centro. O aeroporto tem atualmente 19 voos de rotas nacional e internacional, diários e fluxo médio de 2,3 milhões de passageiros por ano, incluindo os voos extras da alta estação. Operam no aeroporto as companhias aéreas Azul, Gol e TAM.
Existe também uma linha de trem da Companhia Brasileira de Trens Urbanos, de circulação diária, que cobre a maior parte da Região Metropolitana, com extensão de 30 km. Conta com doze estações de passageiros e interliga as cidades de João Pessoa, Santa Rita, Bayeux e Cabedelo. Transporta aproximadamente de 13 000 passageiros em 25 viagens diárias. A cidade também  é dotada de veículo leve sobre trilhos (VLT - pequeno trem urbano, geralmente movido a eletricidade, uma espécie de "bonde" moderno tornando-se alternativa em cidades de médio porte). O projeto foi do Governo Federal e pretendeu modernizar as estações do trem urbano, além de possibilitar a expansão da rede com a construção de mais estações.[carece de fontes?]
João Pessoa também é a primeira capital do Nordeste e a terceira cidade do País a ter um sistema de bicicletas públicas. O Pedala João Pessoa, um sistema de locação de bicicletas, possui quatro estações distribuídas inicialmente na orla da capital, com o objetivo de oferecer um meio de transporte mais saudável e ecológico aos pessoenses e turistas.[carece de fontes?]

### Segurança e criminalidade
A provisão de segurança pública de João Pessoa é dada por diversos organismos. A Polícia Militar, uma força estadual, é a responsável pelo policiamento ostensivo e preventivo das cidades, além de realizar ações de integração social. Já a Polícia Civil tem o objetivo de apurar as ocorrências de crimes e infrações e solucionar conflitos. No município se encontra a Delegacia Geral de Polícia Civil do estado, além das delegacias descentralizadas e das unidades de atendimentos específicos (por exemplo, as delegacias da Infância e Juventude, da Mulher, de Crimes Contra o Idoso e de Crimes Contra o Meio Ambiente).
A Guarda Civil Metropolitana, subordinada à prefeitura, é a responsável pelo patrulhamento preventivo em logradouros e instalações públicas, ações de conscientização ambiental e autuações quando necessário. A Defesa Civil, por sua vez, também é operada pela administração municipal e realiza ações de prevenção, preparo, resposta e reconstrução diante de situações anormais. Já o Corpo de Bombeiros atua em prol da proteção da vida, do patrimônio e do meio ambiente e tem o seu Quartel Geral e o 1º Batalhão instalados na cidade. Além disso, o município sedia a Superintendência Regional de Polícia Federal na Paraíba.
Em 2023, foram registrados 223 homicídios, um aumento em relação aos 196 em 2022. Contudo, o pior ano de 2000 a 2023 foi 2011, com 556 ocorrências. A taxa de crimes crimes violentos letais e intencionais para cada 100 mil habitantes, considerando casos de homicídio doloso, feminicídio, latrocínio e lesão corporal seguida de morte, era de 25,3 em 2023, posicionando-se como a 12ª maior das capitais das unidades federativas do Brasil e a terceira menor do Nordeste (atrás de Aracaju e Natal). Em 2024, cerca de 70% das audiências de custódia no município tinham relação com crimes ligados a drogas, como tráfico e porte e/ou uso de ilícitos. Estavam entre os crimes mais praticados, ainda, os roubos, furtos, crimes contra o patrimônio e violência doméstica. Também há registros de assassinatos provocados por disputas de facções criminosas instaladas na cidade e na Grande João Pessoa.

## Cultura

### Carnaval
O Carnaval de João Pessoa é um evento tradicional que ocorre anualmente nas ruas da cidade.
O chamado "Carnaval Tradição" é o modelo mais tradicional de folia, que surgiu em 1914 e é voltado para as classes populares, que congrega agremiações carnavalescas de diversos tipos, tais como as chamadas "ursas", uma manifestação típica da cidade, "tribos indígenas", clubes de frevo e escolas de samba. Já o "Folia nas Ruas" tem seu foco no período pré-carnavalesco, e surgiu nos anos 1980, tendo dominado a maior parte de recursos e patrocínio. Entre as maiores agremiações do Folia nas Ruas, estão o Cafuçu e o bloco Muriçocas do Miramar.
Também já foi considerado eventualmente como parte do Carnaval, ou do Pré-Carnaval, o evento denominado Micaroa, que foi substituído posteriormente pelo Fest Verão Paraíba.

### Romaria da Penha
A Romaria da Penha é um evento religioso de significativa importância cultural e espiritual que ocorre anualmente em João Pessoa, no último fim de semana de novembro. Continuamente celebrada desde 1763, esta festividade é considerada a maior festa religiosa do estado e uma das maiores do Brasil, tanto em termos de participação quanto na extensão do percurso percorrido pelos fiéis. A jornada se estende por aproximadamente 14 quilômetros, iniciando na Igreja de Nossa Senhora de Lourdes, no centro da cidade, e culminando no Santuário de Nossa Senhora da Penha, situado em uma colina com vista para o mar.

### Patrimônio cultural

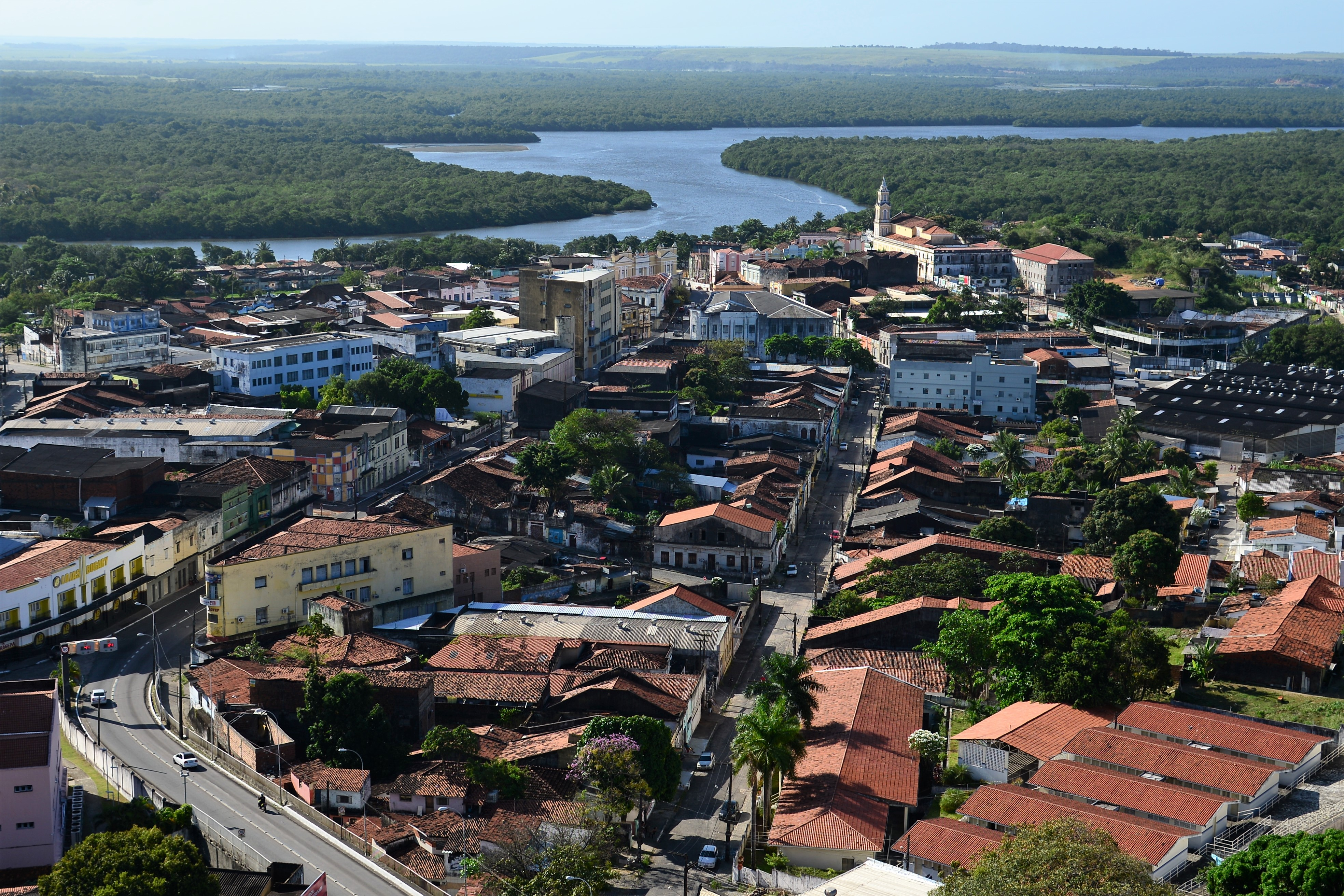
Parte do Centro Histórico de João Pessoa com o rio Sanhauá ao fundo

O Centro Histórico de João Pessoa, reconhecido como patrimônio histórico nacional em dezembro de 2007, abrange áreas nos bairros do Centro, Róger, Jaguaribe, Tambiá e Varadouro. São tombados 37 hectares de área e estimadas cerca de 700 edificações, além de ruas, praças e parques históricos que integrem esse conjunto, compreendendo a maior parte dos bairros do Varadouro e do Centro da cidade. Suas edificações compõem um cenário de diferentes estilos e épocas cheio de sobrados, praças, casarios coloniais e igrejas seculares, sendo considerado o principal acervo arquitetônico da Paraíba, relatando as diversas fases da história local, e um dos maiores e mais importantes sítios históricos do Brasil.
A área delimitada possui bens que representam vários períodos da história de João Pessoa, a exemplo do barroco da Igreja da Ordem Terceira de São Francisco; do rococó da Igreja de Nossa Senhora do Carmo; do estilo maneirista da Igreja da Misericórdia, todas do século XVII; da arquitetura colonial e eclética do casario civil, além do art-nouveau e o art-déco, das décadas de 20 e 30, predominantes na Praça Antenor Navarro e no antigo Hotel Globo, hoje transformado em centro cultural.
Para além do patrimônio cultural material da cidade de João Pessoa, foi também na capital da Paraíba que se iniciou, em 2018, a formalização do registro do forró como patrimônio cultural imaterial brasileiro. O importante gênero musical Nordestino foi reconhecido pelo Instituto do Patrimônio Histórico e Artístico Nacional como patrimônio cultural brasileiro em 2021.

### Esportes
O maior e mais importante estádio da cidade é o Estádio José Américo de Almeida Filho (Almeidão), localizado no bairro do Cristo Redentor, sendo a casa do Botafogo Futebol Clube e do Auto Esporte Clube. Outros estádios importantes são o Estádio Leonardo Vinagre da Silveira (Estádio da Graça) em Cruz das Armas, Estádio Evandro Lélis (Mangabeirão) em Mangabeira, e o Centro de Treinamento Ivan Tomaz (Tomazão) no Valentina Figueredo. Há ainda um campo de futebol na Vila Olímpica Parahyba, no local do antigo Estádio Olímpico José Américo de Almeida.